# Цифрове наземне телебачення в Україні
Наземне цифрове мовлення в Україні реалізовано в стандарті DVB-T2. Передача телевізійних каналів відбувається у п'ятьох загальнонаціональних мультиплексах MX-1, MX-2, MX-3, MX-5 та МХ-7, до MX-5 також входять регіональні канали, що відрізняються між областями. Власником зазначених мультиплексів є приватна компанія «Зеонбуд». З червня 2023 року запрацював у тестовому режимі державний мультиплекс MX-7, передача телерадіосигналу у якому здійснюється на метрових хвилях. У ряді великих міст також функціонують локальні мультиплекси. У місті Києві близько 20 каналів транслюються у двох приватних мультиплексах (телевізійні канали 41 та 43). В Одеській області локальний мультиплекс підтримується державним концерном РРТ.
Мультиплекси в стандарті DVB-T, що функціонували в Україні у тестовому режимі до загальнодержавного запровадження стандарту DVB-T2, на цей час припинили передачу сигналу.
Частоти передачі сигналу є специфічними для кожного телепередавача задля запобігання інтерференції.

## Історія
Цифрове мовлення в стандарті DVB-T (пакет з 10 телепрограм) почалося в тестовому режимі 1 квітня 2009 року в Києві, Житомирській, Київській та Одеській областях.
У травні 2009 р. Національна рада України з питань телебачення і радіомовлення затвердила План заходів щодо запровадження цифрового телерадіомовлення в Україні, підготовлений Міністерством транспорту та зв'язку. Урядову програму розвитку цифрового ТБ було затверджено постановою Кабінету міністрів України від 26 листопада 2008 року № 1085 «Про затвердження Державної програми впровадження цифрового телерадіомовлення». Програмою передбачено до 2015 року впровадити у смугах частот 174—230 МГц і 470—862 МГц радіотехнології цифрового телерадіомовлення стандарту DVB-T.

### DVB-T
- З 2006 року відеопотік всіх цифрових телеканалів у Києві транслювався в стандарті MPEG-2, але вже в 2008—2009 в ефірі з'явилися канали і в стандарті MPEG-4 (H.264) на частоті 714 МГц. За рахунок досконалішого алгоритму стиснення вдалося збільшити кількість каналів на одній частоті з 5 до 10. По території Одеської області організовано мовлення в п'яти зонах одночастотного синхронного мовлення. Забезпечується трансляція одного мультиплексу — 10 телевізійних програм.
- 24 червня 2010 року Одеським ОРТПЦ проведено тестовий сеанс мовлення в стандарті DVB-T2. При цьому стандарті забезпечується можливість трансляції в одному мультиплексі до 15 програм стандартної якості або трьох програм високої якості (по 12 Мбіт на програму, загальний бітрейт становить 48 Мбіт.сек).
- У 2011 році новий оператор ТОВ «Зеонбуд», який отримав ліцензію на мовлення 4х мультиплексів на всій території України, розпочав будувати національну мережу стандарту DVB-T2.

### DVB-T2
- 24 червня 2010 року на території України в м. Одесі проведено тестовий сеанс мовлення в стандарті DVB-T2. Влітку 2011 року компанія «Зеонбуд»[3], яка отримала ліцензію на чотири мультиплекси стандарту DVB-T2 по всій Україні[4], планує закінчити монтаж 167 передавачів, що покривають 95 % території України цифровим телебаченням. Сигнал на наземні вишки (вежі) передається з супутника Astra 1G на орбітальній позиції 31,5 º с. д. (належить компанії SES S.A.[en]).[5]

- У жовтні 2011 року заплановано запуск комерційного мовлення 32 загальнонаціональних і регіональних каналів на всій території країни (22 канали заплановано транслювати в SD стандарті і 10 каналів в HD форматі). Для глядача перегляд буде безкоштовним — платити будуть телекомпанії за можливість поширення своїх програм. 19 серпня в Києві «Зеонбуд» почала трансляцію одного мультиплексу на 26 ДМВ-каналі (514 МГц), в тестовому режимі доступний перегляд восьми телеканалів: Інтер, ТРК Україна, ICTV, Новий канал, СТБ, НТН, М1, K1.[6]

- 22 березні 2011 року компанія «Зеонбуд», що має ліцензію провайдера на будівництво в Україні загальнонаціональної мережі, що складається з чотирьох цифрових мультиплексів, було ухвалено рішення про впровадження в Україні цифрового ефірного мовлення в стандарті DVB-T2. Запустити мовлення заплановано восени 2011 р.[7][8][9]

- 19 серпня 2011 року в Києві розпочато тестове мовлення цифрового ефірного ТБ в стандарті DVB-T2.

- Станом на 21 листопада 2011 тестове мовлення DVB-T2 в Україні здійснюється у таких містах: Сімферополь, Форос, мис Сарич, Нововолинськ, Донецьк, Костянтинівка, Краматорськ, Красноармійськ, Маріуполь, Торез, Ярок (Ужгородського району), Запоріжжя, Івано-Франківськ, Київ, Кіровоград, Луганськ, Одеса, Красногорівка, Полтава, Севастополь, Шостка, Куп'янськ, Харків, Генічеськ, Горова Білещина (Прилуцького району), Холми, Чернігів.

- 12 жовтня Національна рада з питань телебачення і радіомовлення України погодила пропозицію компанії «Зеонбуд» щодо встановлення на головній станції мультиплексування системи умовного доступу, давши змогу цій компанії стягувати з населення значні кошти за розкодування сигналу певних каналів. При цьому саме мовлення загальнодержавних 32 каналів має залишитися безкоштовним. Це фактично означає, що для перегляду цифрового телебачення необхідно буде не просто мати пристрій (телевізор), який підтримує стандарт DVB-T2 — в цей пристрій також повинна бути вбудована система, яка забезпечить розшифровку закодованого сигналу. Це свідчить про штучно створену монополію з корупційними ознаками.

- лютий 2012 року — шифрування комерційних каналів забезпечено, одночасно почався продаж 2-х ексклюзивних моделей ефірних цифрових приймачів, здатних декодувати сигнал: STRONG SRT 8500 та Trimax tr-2012HD. Оскільки окремо САМ-модулі для дешифрування сигналу не постачаються, застосування існуючих телевізійних приймачів із вбудованими тюнерами DVB-T2 неможливо. Слід зазначити, що рішення про допуск на ринок України лише двох виробників приймалося з формулюванням «…для захисту споживачів від неякісного обладнання…».

- квітень 2012 року — розпочався прийом заяв на отримання безкоштовних цифрових ефірних приймачів для пільгових категорій громадян. Граничний термін приймання заяв — до 1 липня 2012 року.

- липень 2012 року — розпочато розсилання приймачів, придбаних коштом Державного бюджету для громадян, які встигла подати заяви до 1 липня 2012 року.

- жовтень 2012 року — розпочато продаж САМ-модулів за ціною до 400 гривень: 2/3 від ціни ексклюзивих приймачів з прошивкою для дешифрування (близько 600 гривень) — STRONG SRT 8500 та Trimax tr-2012HD. Може використовуватись лише у слоті СІ+, а отже у найновіших моделях телевізорів з тюнером DVB-T2. Можливість використання у інших приймачах стандарту DVB-T2 не підтверджена і буде заблокована для стимулювання продажу ексклюзивних моделей.

- 17 липня 2014 року — Національна рада з питань телебачення і радіомовлення України зобов'язала ТОВ «Зеонбуд» вимкнути шифрування в місячний термін.[10]

- 21 серпня 2014 року — Національна рада з питань телебачення і радіомовлення України рішенням № 740[11] винесла попередження ТОВ «Зеонбуд» за продовження кодування каналів та зобов'язала усунути порушення протягом двох тижнів.

## Перелік загальнонаціональних цифрових телеканалів

### MX-1 (DVB-T2)[12]
| Назва              | Холдинг / Власник | Логотип | Запуск     | Тематика каналу         | Формат мовлення | Телегід    | Юридична особа                                       | Офіційний вебсайт       |
| ------------------ | ----------------- | ------- | ---------- | ----------------------- | --------------- | ---------- | ---------------------------------------------------- | ----------------------- |
| Перший             | Суспільне         |         | 01.02.1939 | Суспільно-політична     | SD 576i 16:9    | Green tick | АТ «НСТУ»                                            | tv.suspilne.media       |
| 1+1 Україна        | 1+1 Media         |         | 24.12.2022 | Загальна                | SD 576i 16:9    | Green tick | ТОВ «Віжн 1+1»                                       | 1plus1.ua               |
| 1+1                | 1+1 Media         |         | 03.09.1995 | Загальна                | SD 576i 16:9    | Ні         | ТОВ «ТРК „Студія 1+1“»                               | 1plus1.ua               |
| Суспільне Культура | Суспільне         |         | 01.01.2002 | Культурно-просвітницька | SD 576i 16:9    | Green tick | АТ «НСТУ»                                            | suspilne.media/culture/ |
| ICTV               | Starlight Media   |         | 15.06.1992 | Загальна                | SD 576i 16:9    | Ні         | ТОВ «Міжнародна комерційна телерадіокомпанія» (ICTV) | ictv.ua                 |
| СТБ                | Starlight Media   |         | 02.06.1997 | Загальна                | SD 576i 16:9    | Green tick | ТОВ «Телеканал СТБ»                                  | stb.ua                  |
| Інтер              | Inter Media Group |         | 20.10.1996 | Загальна                | SD 576i 16:9    | Ні         | ПрАТ «Телеканал „Інтер“»                             | inter.ua                |
| УНІАН. Серіал      | 1+1 Media         |         | 28.07.2010 | Фільмова                | SD 576i 16:9    | Green tick | ТОВ «Дідживан»                                       | unian.tv                |
| Бігуді             | 1+1 Media         |         | 13.01.2014 | Розважальна             | SD 576i 16:9    | Green tick | ТОВ «Віжн 4»                                         | bigudi.tv               |
| Super+             | Starlight Media   |         | 02.12.2024 | Розважальна             | SD 576i 16:9    | Green tick | ТОВ «Хмарочос медіа»                                 |                         |

- 23 березня 2023 року Національна рада України з питань телебачення та радіомовлення видала телеканалу «Бігуді» тимчасовий дозвіл на мовлення в період дії воєнного стану в Україні на МХ-1 цифрової етерної мережі DVB-T2, а 21 квітня цього ж року почав мовлення. 23 листопада 2023 року телеканал отримав ліцензію на мовлення в мультиплексі MX-1 цифрової етерної мережі DVB-T2. Ліцензію було видано за результатами проведеного конкурсу.
- 30 березня 2023 року Національна рада України з питань телебачення та радіомовлення видала телеканалу «Армія TV» тимчасовий дозвіл на мовлення в період дії воєнного стану в Україні на МХ-1 цифрової етерної мережі DVB-T2 а 21 квітня цього ж року почав технічне мовлення, 6 грудня почав повноцінне мовлення, 8 січня 2024 року припинив мовлення, залишившись, натомість, в мультиплексі MX-7 на підставі тимчасового дозволу від 21.12.2023.
- 22 лютого 2024 року телеканал Рада відмовився від ліцензії на мовлення в мультиплексі MX-1 цифрової ефірної мережі DVB-T2, а вже наступного дня припинив мовлення, продовжуючи його, натомість, в мультиплексі MX-7 на підставі ліцензії, виданої 31.10.2023.
- 9 серпня 2024 року телеканал 1+1 Україна почав мовлення в мультиплексі MX-1 цифрової ефірної мережі DVB-T2.
- 2 грудня 2024 року телеканал Super+ почав мовлення.
- 24 липня 2025 року Національна рада України з питань телебачення та радіомовлення змінила логотип з «УНІАН» на «УНІАН. Серіал»

### MX-2 (DVB-T2)[13]
| Назва         | Холдинг / Власник                        | Логотип | Запуск     | Тематика каналу | Формат мовлення | Телегід    | Юридична особа                                       | Офіційний вебсайт |
| ------------- | ---------------------------------------- | ------- | ---------- | --------------- | --------------- | ---------- | ---------------------------------------------------- | ----------------- |
| Новий канал   | Starlight Media                          |         | 15.07.1998 | Розважальна     | SD 576i 16:9    | Green tick | ТОВ «Новий канал»                                    | novy.tv           |
| ТЕТ           | 1+1 Media                                |         | 24.01.1992 | Розважальна     | SD 576i 16:9    | Green tick | ПрАТ «Телекомпанія „ТЕТ“»                            | tet.tv            |
| 2+2           | 1+1 Media                                |         | 30.08.2010 | Загальна        | SD 576i 16:9    | Green tick | ТОВ «Рєал Істейт-ТВ»                                 | 2plus2.ua         |
| M1            | Starlight Media (50 %) ТАВР Медіа (50 %) |         | 27.12.2001 | Музична         | SD 576i 16:9    | Ні         | ТОВ «Телеодин»                                       | m1.tv             |
| НТН           | Inter Media Group                        |         | 01.11.2004 | Загальна        | SD 576i 16:9    | Green tick | ТОВ «Телестудія „Служба інформації“»                 | ntn.ua            |
| Мега          | Inter Media Group                        |         | 29.03.2010 | Пізнавальна     | SD 576i 16:9    | Green tick | ТОВ «Телеканал „Мега“»                               | megatv.ua         |
| ПлюсПлюс      | 1+1 Media                                |         | 04.08.2012 | Дитяча          | SD 576i 16:9    | Green tick | ТОВ «УНІАН ТБ»                                       | plus-plus.tv      |
| Ми — Україна+ | Ігор Петренко                            |         | 10.02.2024 | Загальна        | SD 576i 16:9    | Green tick | ТОВ «Стрімлайн медіа»                                | weuaplus.tv       |
| Розпакуй TV   | Володимир Брославець                     |         | 24.11.2020 | Телеторгівля    | SD 576i 16:9    | Ні         | ТОВ «Тайм медіа солюшн»                              | rozpakuy.com      |
| ICTV2         | Starlight Media                          |         | 17.12.2022 | Загальна        | SD 576i 16:9    | Green tick | ТОВ «Міжнародна комерційна телерадіокомпанія» (ICTV) | ictv.ua/ictv2/    |
| ОЦЕ ТБ        | Starlight Media                          |         | 01.09.2017 | Розважальна     | SD 576i 16:9    | Ні         | ТОВ «Хмарочос медіа»                                 | oce-tv.tv         |

- 26 грудня 2019 року телеканал «ПлюсПлюс» розпочав мовлення у цифровому мультиплексі (спочатку — у MX-3 на восьмій телевізійній цифровій позиції).
- 3 листопада 2022 року Національна рада з питань телебачення та радіомовлення видала новоствореному телеканалу «Ми — Україна» дозвіл на мовлення в MX-2 всеукраїнської ефірної цифрової телемережі терміном на 1 рік, а 7 листопада розпочав мовлення в MX-2.
- 23 грудня 2022 року телеканал ICTV2 почав мовлення в мультиплексі MX-2 цифрової ефірної мережі DVB-T2 на підставі тимчасового дозволу, виданого днем раніше. Ліцензію було видано 23 листопада 2023 року за результатами проведеного конкурсу.
- 24 грудня 2022 року телеканал 1+1 Україна почав мовлення в мультиплексі MX-2 цифрової ефірної мережі DVB-T2 на підставі тимчасового дозволу, виданого 22 грудня 2022 року. Ліцензію було видано 23 листопада 2023 року за результатами проведеного конкурсу.
- 23 березня 2023 року Національна рада України з питань телебачення і радіомовлення видала телеканалу ОЦЕ ТБ тимчасовий дозвіл на мовлення в період дії воєнного стану в Україні на МХ-2 мережі DVB-T2, а 31 березня того ж року почав мовлення. Ліцензію було видано 23 листопада 2023 року за результатами проведеного конкурсу.
- 8 листопада 2023 року телеканал «Ми — Україна» припинив мовлення в мультиплексі MX-2 цифрової етерної мережі DVB-T2.
- 10 лютого 2024 року телеканал Ми — Україна+ розпочав мовлення в мультиплексі MX-2 цифрової етерної мережі DVB-T2.
- 9 серпня 2024 року телеканал 1+1 Україна припинив мовлення в мультиплексі MX-2 цифрової ефірної мережі DVB-T2, розпочавши його в мультиплексі MX-1.
- 5 лютого 2025 року телеканал Розпакуй TV розпочав мовлення в мультиплексі MX-2 цифрової етерної мережі DVB-T2.

### MX-3 (DVB-T2)[14]
| Назва                | Холдинг / Власник | Логотип | Запуск     | Тематика каналу            | Формат мовлення | Телегід    | Юридична особа                                   | Офіційний вебсайт |
| -------------------- | ----------------- | ------- | ---------- | -------------------------- | --------------- | ---------- | ------------------------------------------------ | ----------------- |
| К1                   | Inter Media Group |         | 20.06.2005 | Розважальна                | SD 576i 16:9    | Green tick | ТОВ «Телерадіоорганізація „Мульті Медіа Сервіс“» | k1.ua             |
| К2                   | Inter Media Group |         | 01.08.2005 | Розважальна                | SD 576i 16:9    | Green tick | ТОВ «Телеканал „К2“»                             | k2.ua             |
| Zoom                 | Inter Media Group |         | 01.06.2013 | Просвітницько-інформаційна | SD 576i 16:9    | Ні         | ТОВ «Музичне телебачення»                        | zoomua.tv         |
| Прямий               | Вільні медіа      |         | 24.08.2017 | Інформаційна               | HD 720p 16:9    | Ні         | ТОВ «Телеканал „Прямий“»                         | prm.ua            |
| Еспресо TV           | Іван Жеваго       |         | 24.11.2013 | Інформаційна               | SD 576i 16:9    | Ні         | ТОВ «Голдберрі»                                  | espreso.tv        |
| XSPORT               | ХК «Донбас»       |         | 13.04.2016 | Спортивна                  | SD 576i 16:9    | Green tick | ТОВ «Тотвельд»                                   | xsport.ua         |
| Enter-фільм          | Inter Media Group |         | 25.02.2002 | Фільмова                   | SD 576i 16:9    | Green tick | ТОВ «ТРК „Кіно ТБ“»                              | enterfilm.com.ua  |
| Піксель TV           | Inter Media Group |         | 15.04.2012 | Дитяча                     | SD 576i 16:9    | Green tick | ТОВ «ТРК „Музика ТБ“»                            | pixel.tv          |
| Сонце                | ПП «Студія Пілот» |         | 04.02.2013 | Розважальна                | SD 576i 16:9    | Ні         | ТОВ «Солар медіа»                                | sonce.tv          |
| Тюсо                 | Віра Симонова     |         | 25.08.2021 | Телеторгівля               | SD 576i 16:9    | Ні         | ПП «Тюсо»                                        | tuso.ua           |
| Beauty Trust Quality | Ірина Сліпич      |         | 01.08.2023 | Телеторгівля               | SD 576i 16:9    | Ні         | ТОВ «Телекомпанія „Фенікс ТВ“»                   | btq.in.ua         |

- З 1 серпня 2016 провайдер цифрового телемовлення «Зеонбуд» відключив телеканал «Business» за несплату послуг з доставки сигналу. З цього питання Національною радою з питань телебачення та радіомовлення була призначена позапланова перевірка обох компаній.
- 11 липня 2018 року Нацрада відмовила телеканалу «Business» у продовженні ліцензії. Між Нацрадою та структурами телеканалу «TVi» (новий власник ліцензії) велися тривалі судові розгляди щодо перегляду цього рішення.
- 2 лютого 2021 року було відключено мовлення телеканалу «ZIK», у зв'язку із запровадженими РНБО санкціями (тривалістю на п'ять років) проти власника медіахолдингу «Новини» Тараса Козака. Представники телеканалу планували оскаржити це рішення в судовому порядку. Ліцензія на мовлення телеканалу «ZIK» у MX-3 залишається чинною до 23 серпня 2025 року.
- 4 квітня 2022 року на частотах телеканалів «Прямий» та «Еспресо TV» в цифровій ефірній телемережі тимчасово запущено мовлення телеканалу «РАДА» (телемарафон «Єдині новини»), в рамках рішення «РНБО» «Про реалізацію єдиної інформаційної політики в умовах військового стану» від 18 березня 2022 року.
- 22 липня 2022 року телеканал «НЛО TV» припинив мовлення в цифровій ефірній телемережі, на день раніше анулювавши всі свої ліцензії на мовлення, в умовах ліквідації Медіа Групи Україна. Тепер на його місце в мультиплексі може претендувати (отримавши тимчасовий дозвіл від Національної ради з телерадіомовлення) будь-яка телекомпанія, яка виявляє бажання вести мовлення в цифровій ефірній телемережі. До появи заміни — транслюється тест-таблиця.
- 16 лютого 2023 року Національна рада України з питань телебачення і радіомовлення видала телеканалу  «Малятко TV» тимчасовий дозвіл на мовлення в період дії воєнного стану в Україні на МХ-3 мережі DVB-T2 а вже 15 березня того ж року почав мовлення.
- 16 червня 2023 року телеканал Малятко TV припинив мовлення в мультиплексі MX-3 цифрової етерної мережі DVB-T2, а 16 вересня того ж року анулював тимчасовий дозвіл.
- 31 липня 2024 року телеканал «Сонце+» розпочав мовлення в MX-3. А вже 9 серпня телеканали «Сонце+» та  «Сонце» обмінялись місцями (перейшовши, відповідно, в MX-7 та MX-3).
- 5 лютого 2025 року телеканал Тюсо розпочав мовлення в мультиплексі MX-3 цифрової етерної мережі DVB-T2.

### MX-5 (DVB-T2) (загальнонаціональні, мовлення по всій Україні)[15]
| Назва             | Холдинг / Власник               | Логотип | Запуск     | Тематика каналу            | Формат мовлення | Телегід    | Юридична особа         | Офіційний вебсайт |
| ----------------- | ------------------------------- | ------- | ---------- | -------------------------- | --------------- | ---------- | ---------------------- | ----------------- |
| 5 канал           | Вільні медіа                    |         | 01.09.2003 | Просвітницько-інформаційна | SD 576i 16:9    | Ні         | ТОВ «ТРК „НБМ“»        | 5.ua              |
| Конкурент Україна | ТОВ «Контент менемджемент груп» |         | 05.05.2025 | Загальна                   | SD 576i 16:9    | Ні         | ТОВ «Телерадіоконтент» | konkurent.tv      |
| Твій серіал       | Starlight Media                 |         | 16.10.2023 | Фільмова                   | SD 576i 16:9    | Green tick | ТОВ «Телеканал СТБ»    |                   |

- 1 квітня 2016 року провайдер цифрового телемовлення «Зеонбуд» відключив телеканал «Вінтаж ТВ» за несплату послуг з доставки сигналу, а пізніше взагалі розірвав договір з мовником в односторонньому порядку. 20 липня 2017 року Нацрада, за рішенням окружного адміністративного суду міста Києва, вилучила телеканал «Вінтаж ТБ» з ліцензії провайдера «Зеонбуд», тим самим позбавивши канал можливості для подальшої трансляції в телевізійній цифровій мережі. При цьому ліцензія телеканалу на мовлення в п'ятому мультиплексі все ще вважалася дійсною.
- 11 липня 2018 року Нацрада  відмовила телеканалу «Вінтаж ТБ» у продовженні цифрової ліцензії.

- 12 лютого 2021 року Нацрада переглянула своє рішення щодо ефірної цифрової ліцензії телеканалу «Вінтаж ТБ», продовживши її, у зв'язку з відновленням домовленостей між телеканалом та оператором «Зеонбуд».
- 1 червня 2021 року у мультиплексі розпочав мовлення оновлений цифровий телеканал «Вінтаж», засновником якого стала компанія ТРК «Інтеррадіо», відома тим, що також є прямим власником супутникового інформаційного телеканалу «4 канал». Пізніше ліцензію було переоформлено на «4 канал».
- 4 квітня 2022 року на частоті телеканалу «5 канал» у цифровій ефірній телемережі тимчасово запущено мовлення телеканалу «РАДА» (телемарафон «Єдині Новини»), в рамках рішення «РНБО» «Про реалізацію єдиної інформаційної політики в умовах військового стану» від 18 березня 2022 року.
- 22 липня 2022 року телеканали «Індиго TV» та «Україна» припинили мовлення в цифровій ефірній телемережі, на день раніше анулювавши всі свої ліцензії на мовлення, в умовах ліквідації Медіа Групи Україна. Тепер на їхні місця в мультиплексі може претендувати (отримавши тимчасовий дозвіл від Національної ради з телерадіомовлення) будь-яка телекомпанія, яка виявляє бажання вести мовлення в цифровій ефірній телемережі. До появи заміни — транслюються тест-таблиці.
- 6 жовтня 2022 року ліцензію ТОВ «Корона Санрайс» переоформили з «4 каналу» на супутниковий телеканал «ТАК TV».
- 16 лютого 2023 року Національна рада України з питань телебачення і радіомовлення видала телеканалу Сонце тимчасовий дозвіл на мовлення в період дії воєнного стану в Україні на MX-5 мережі DVB-T2 та 21 лютого того ж року розпочав мовлення.
- 7 грудня 2023 року телеканал Твій серіал розпочав мовлення.
- 17 лютого 2024 року телеканал Сонце припинив мовлення в MX-5.
- 5 травня 2025 року телеканал Конкурент Україна розпочав мовлення в MX-5.

### MX-5 (DVB-T2) (регіональні, канали мовлення залежать від регіону)[16]
- 1 регіональний телеканал суспільного мовлення[17]

| Регіон мовлення                    | Назва каналу               | Логотип | Формат мовлення | Офіційний вебсайт      |
| ---------------------------------- | -------------------------- | ------- | --------------- | ---------------------- |
| Автономна Республіка Крим          | Суспільне Крим             |         | HD 1080i 16:9   | crimea.suspilne.media  |
| Вінницька область                  | Суспільне Вінниця          |         | HD 1080i 16:9   | vn.suspilne.media      |
| Волинська область                  | Суспільне Луцьк            |         | HD 1080i 16:9   | vo.suspilne.media      |
| Дніпропетровська область           | Суспільне Дніпро           |         | HD 1080i 16:9   | dp.suspilne.media      |
| Донецька область Луганська область | Суспільне Донбас           |         | HD 1080i 16:9   | dn.suspilne.media      |
| Житомирська область                | Суспільне Житомир          |         | HD 1080i 16:9   | zt.suspilne.media      |
| Закарпатська область               | Суспільне Ужгород          |         | HD 1080i 16:9   | uz.suspilne.media      |
| Запорізька область                 | Суспільне Запоріжжя        |         | HD 1080i 16:9   | zp.suspilne.media      |
| Івано-Франківська область          | Суспільне Івано-Франківськ |         | HD 1080i 16:9   | if.suspilne.media      |
| м. Київ Київська область           | Суспільне Київ             |         | HD 1080i 16:9   | central.suspilne.media |
| Кіровоградська область             | Суспільне Кропивницький    |         | HD 1080i 16:9   | kr.suspilne.media      |
| Львівська область                  | Суспільне Львів            |         | HD 1080i 16:9   | lv.suspilne.media      |
| Миколаївська область               | Суспільне Миколаїв         |         | HD 1080i 16:9   | mk.suspilne.media      |
| Одеська область                    | Суспільне Одеса            |         | HD 1080i 16:9   | od.suspilne.media      |
| Полтавська область                 | Суспільне Полтава          |         | HD 1080i 16:9   | pl.suspilne.media      |
| Рівненська область                 | Суспільне Рівне            |         | HD 1080i 16:9   | rv.suspilne.media      |
| Сумська область                    | Суспільне Суми             |         | HD 1080i 16:9   | sm.suspilne.media      |
| Тернопільська область              | Суспільне Тернопіль        |         | HD 1080i 16:9   | te.suspilne.media      |
| Харківська область                 | Суспільне Харків           |         | HD 1080i 16:9   | kh.suspilne.media      |
| Херсонська область                 | Суспільне Херсон           |         | HD 1080i 16:9   | ks.suspilne.media      |
| Хмельницька область                | Суспільне Хмельницький     |         | HD 1080i 16:9   | km.suspilne.media      |
| Черкаська область                  | Суспільне Черкаси          |         | HD 1080i 16:9   | ck.suspilne.media      |
| Чернівецька область                | Суспільне Чернівці         |         | HD 1080i 16:9   | cv.suspilne.media      |
| Чернігівська область               | Суспільне Чернігів         |         | HD 1080i 16:9   | cn.suspilne.media      |

- 3 регіональні або місцеві телеканали (якщо в одній області курсивом виділено декілька каналів, то з однієї вежі транслюється лише один з цих каналів)[19][20]

| Регіон мовлення           | Назва каналу          | Логотип               | Формат мовлення | Офіційний вебсайт      |
| ------------------------- | --------------------- | --------------------- | --------------- | ---------------------- |
| Автономна Республіка Крим | мовлення відсутнє     |                       |                 |                        |
| Вінницька область         | ВІТА ТБ               |                       | HD 720p 16:9    | vitatv.com.ua          |
| Вінницька область         | Вінниччина            |                       | SD 576i 16:9    | tvvin.net              |
| Вінницька область         | TVій                  |                       | SD 576i 16:9    |                        |
| Волинська область         | Аверс                 |                       | HD              | mediaavers.com         |
| Волинська область         | 12 Канал              |                       | HD              | 12kanal.com            |
| Волинська область         | Конкурент TV          |                       | HD 1080i 16:9   | konkurent.ua           |
| Дніпропетровська область  | Рудана                |                       | SD 576i 16:9    | rudana.com.ua          |
| Дніпропетровська область  | 11 канал              |                       | SD 576i 16:9    | 11tv.dp.ua             |
| Дніпропетровська область  | ПТРК                  |                       | HD              | ptrk.tv                |
| Дніпропетровська область  | Жовта Річка           |                       | SD 576i 4:3     | fb.com/zhovtarichka    |
| Дніпропетровська область  | УНІАН. Дніпро         |                       | SD 576i 16:9    | unian.tv               |
| Дніпропетровська область  | МедіаInform           |                       | SD 576i 16:9    |                        |
| Донецька область          | С-Плюс                |                       | SD 576i 4:3     | s-plus.tv              |
| Донецька область          | Орбіта                |                       | SD 576i 4:3     | orbita.dn.ua           |
| Житомирська область       | СК1                   |                       | SD 576i 16:9    | sk1.tv                 |
| Житомирська область       | CTV (Союз ТВ)         |                       | SD 576i 16:9    | ctv.ua                 |
| Житомирська область       | Коростень ТБ          |                       | SD 576i 16:9    |                        |
| Житомирська область       | ВІК                   |                       | SD 576i 16:9    |                        |
| Житомирська область       | Н1                    |                       | SD 576i 16:9    |                        |
| Закарпатська область      | М-Студіо              |                       | SD 576i 16:9    | m-studio.net.ua        |
| Закарпатська область      | 21 Ужгород            |                       | SD 576i 16:9    | 21tv.info              |
| Закарпатська область      | Info+                 |                       | SD 576i 16:9    |                        |
| Запорізька область        |                       |                       |                 |                        |
| МТМ                       |                       | SD 576i 16:9          | tvmtm.online    |                        |
| Івано-Франківська область | РАІ                   |                       | HD 1080i 16:9   | rai.ua                 |
| Івано-Франківська область | Галичина TV           | Файл:ОТБ Галичина.png | HD 720p 16:9    | galtv.if.ua            |
| Івано-Франківська область | НТА                   |                       | HD 1080i 16:9   | nta.ua                 |
| Київ                      | Київ TV               |                       | SD 576i 16:9    | tv.kyiv.media          |
| Київ                      | Live                  |                       | HD 1080i 16:9   | kyiv.novyny.live       |
| Київська область          | Крокус TV             |                       | HD              | bc.krokus.tv           |
| Київська область          | ПравдаТУТ Біла Церква |                       | SD 576i 16:9    | tut.media pravdatut.ua |
| Київська область          | Еспресо Біла Церква   |                       | SD 576i 16:9    | espreso.tv             |
| Кіровоградська область    | Вітер                 |                       | SD 576i 16:9    | cbn.com.ua/viter       |
| Кіровоградська область    | TTV                   |                       | SD 576i 4:3     |                        |
| Кіровоградська область    | КТМ                   |                       | SD 576i 16:9    | ktm.net.ua             |
| Луганська область         | ІРТА                  |                       | SD 576i 16:9    |                        |
| Львівська область         | 24 Канал              |                       | SD 576i 16:9    | 24tv.ua                |
| Львівська область         | ПравдаТУТ Львів       |                       |                 | pravdatutlviv.com      |
| Львівська область         | Перший Західний       |                       | HD 1080i 16:9   | 1zahid.com             |
| Львівська область         | НТА                   |                       | HD 1080i 16:9   | nta.ua                 |
| Львівська область         | Броди online          |                       | SD 576i 16:9    |                        |
| Львівська область         | Броди                 |                       | SD 576i 16:9    |                        |
| Миколаївська область      |                       |                       |                 |                        |
| МАРТ                      |                       | HD 720p 16:9          | trkmart.tv      |                        |
| Всесвіт                   |                       | SD 576i 4:3           | visp.com.ua     |                        |
| 35-й канал                |                       | SD 576i 16:9          | nis-tv.com      |                        |
| Одеська область           | Репортер              |                       | SD 576i 16:9    | reporter.od.ua         |
| Одеська область           | Академія              |                       | SD 576i 16:9    | ak.od.ua               |
| Одеська область           | 3-й цифровий          |                       | SD 576i 4:3     | tretiy.tv              |
| Одеська область           | Град                  |                       | HD              | grad.ua                |
| Одеська область           | ТБ-Ізмаїл             |                       | SD 576i 4:3     | izmailtv.com           |
| Полтавська область        | Місто+                |                       | SD 576i 16:9    | irt.pl.ua              |
| Полтавська область        | Пирятин               |                       | SD 576i 16:9    | pyriatyn.ua            |
| Полтавська область        | Візит                 |                       | HD 1080i 16:9   |                        |
| Полтавська область        | PTV                   |                       | SD 576i 16:9    | ptv.ua                 |
| Полтавська область        | Кременчук             |                       | HD 1080i 16:9   |                        |
| Рівненська область        | Рівне 1               |                       | HD              | rivne1.tv              |
| Рівненська область        | ITV                   |                       | HD              | itvmg.com              |
| Рівненська область        | Сфера ТБ              |                       | SD 576i 16:9    | sfera-tv.com.ua        |
| Сумська область           | ATV                   |                       | SD 576i 4:3     | atv.sumy.ua            |
| Сумська область           | Відікон               |                       | SD 576i 4:3     | vidikon.sumy.ua        |
| Сумська область           | TVT                   |                       | SD 576i 4:3     |                        |
| Сумська область           | СТС                   |                       | SD 576i 16:9    | sts.sumy.ua            |
| Тернопільська область     | TV-4                  |                       | SD 576i 16:9    | tv4.te.ua              |
| Тернопільська область     | ІНТБ                  |                       | SD 576p 16:9    | intb.te.ua             |
| Тернопільська область     | Тернопіль 1           |                       | SD 576p 16:9    | ternopil1.com          |
| Харківська область        | 7 канал               |                       | SD 576i 16:9    | tv7.kharkov.ua         |
| Харківська область        | Simon                 |                       | SD 576i 4:3     |                        |
| Харківська область        | Вектор                |                       | SD 576i 4:3     | vektor-plus.com        |
| Харківська область        | УНІАН. Харків         |                       | SD 576i 16:9    | www.unian.tv           |
| Харківська область        | Milady Television     |                       | SD 576i 16:9    | milady-tv.tv           |
| Хмельницька область       | 33 канал              |                       | SD 576i 16:9    | 33tv.com.ua            |
| Хмельницька область       | TV 7+                 |                       | SD 576i 16:9    | tv7plus.com            |
| Хмельницька область       | Перший Подільський    |                       | HD              | 1podilskiy.com.ua      |
| Хмельницька область       | ТРК К-П               |                       | SD 576i 16:9    |                        |
| Хмельницька область       | Ексклюзив             |                       | SD 576i 16:9    |                        |
| Черкаська область         | Вікка                 |                       | HD 720p 16:9    | vikka.ua               |
| Черкаська область         | Ільдана               |                       | HD 1080i 16:9   | ldana.tv               |
| Черкаська область         | Антена                |                       | SD 576i 16:9    | antenna.com.ua         |
| Чернівецька область       | Чернівецький промінь  |                       | SD 576i 16:9    | promin.cv.ua           |
| Чернівецька область       | Місто ТБ              |                       | SD 576i 4:3     |                        |
| Чернівецька область       | C4                    |                       | HD 704p 16:9    | c4.com.ua              |
| Чернівецька область       | ТВА                   |                       | HD 720p 16:9    | tva.ua                 |
| Чернігівська область      | Відікон               |                       | SD 576i 4:3     | vidikon.sumy.ua        |
| Чернігівська область      | КСТ                   |                       | SD 576i 16:9    |                        |
| Чернігівська область      | 41 Прилуки            |                       | SD 576i 16:9    |                        |
| Чернігівська область      | Дитинець              |                       | HD              | webtv.net.ua           |
| Чернігівська область      | Новий Чернігів        |                       | SD 576i 4:3     | newch.tv               |
| Чернігівська область      | ТІМ                   |                       | HD              | prk.city/tv            |

### MX-7(DVB-T2)
| Назва              | Холдинг / Власник            | Логотип | Запуск     | Тематика каналу         | Формат мовлення | EPG        | Юридична особа                              | Офіційний вебсайт       |
| ------------------ | ---------------------------- | ------- | ---------- | ----------------------- | --------------- | ---------- | ------------------------------------------- | ----------------------- |
| Армія TV           | Міністерство оборони України |         | 21.04.2023 | Військова               | SD 576i 16:9    | Ні         | Центральна ТРС Міністерства оборони України | armytv.com.ua           |
| Рада               | ДТВРУ                        |         | 24.11.1998 | Інформаційна            | SD 576i 16:9    | Ні         | ДП «Парламентський телеканал „РАДА“»        | tv.rada.gov.ua          |
| Megogo Спорт       | Megogo                       |         | 12.08.2024 | Спортивна               | HD 1080i 16:9   | Green tick | ТОВ «Мегого»                                | megogo.net/ua/          |
| Ми — Україна       | Ігор Петренко                |         | 07.11.2022 | Інформаційна            | SD 576i 16:9    | Ні         | ТОВ «Ми — Україна»                          | weukraine.tv            |
| Квартал TV         | 1+1 Media                    |         | 08.08.2016 | Розважальна             | SD 576i 16:9    | Green tick | ТОВ «Віжн Квартал ТВ»                       |                         |
| Світло             | Film.UA Group                |         | 21.08.2023 | Розважальна             | SD 576i 16:9    | Green tick | ТОВ «ТРК „Корисне ТБ“»                      | svitlo.tv               |
| Світ+              | 1+1 Media                    |         | 01.11.2024 | Пізнавальна             | SD 576i 16:9    | Green tick | ТОВ «Віжн 3»                                |                         |
| Сонце+             | ПП «Студія Пілот»            |         | 31.07.2024 | Розважальна             | SD 576i 16:9    | Ні         | ТОВ «Солар медіа»                           |                         |
| Перший             | Суспільне                    |         | 01.02.1939 | Суспільно-політична     | SD 576i 16:9    | Ні         | АТ «НСТУ»                                   | suspilne.media/culture/ |
| Суспільне Культура | Суспільне                    |         | 01.01.2002 | Культурно-просвітницька | SD 576i 16:9    | Ні         | АТ «НСТУ»                                   | tv.suspilne.media       |
| УНІАН-2            | 1+1 Media                    |         |            | Інформаційна            | SD 576i 16:9    | Ні         | ТОВ «Дідживан»                              |                         |
| Інтер Україна      | Inter Media Group            |         |            | Загальна                | SD 576i 16:9    | Ні         | ПрАТ «Телеканал Інтер»                      | inter.ua                |

- 1 листопада 2023 року телеканал Світло розпочав тестове мовлення в MX-7 в стандарті високої чіткості (HD 1080i).
- 21 листопада 2023 року телеканал Сонце розпочав тестове мовлення в MX-7.
- 21 грудня 2023 року Нацрада видала телеканалу Армія TV тимчасовий дозвіл на мовлення на МХ-7 мережі DVB-T2, а 8 січня 2024 року розпочав мовлення.
- 1 квітня 2024 року телеканал Світло розпочав повноцінне мовлення в MX-7 в стандарті високої чіткості (HD 1080i).
- 8 серпня 2024 року телеканали Сонце (MX-7) та Сонце+ (MX-3) обмінялись місцями.
- 9 серпня 2024 року телеканал Сонце припинив мовлення в MX-7 цифрової етерної мережі DVB-T2.
- 29 серпня 2024 року телеканал Megogo Спорт почав мовлення в MX-7 цифрової етерної мережі DVB-T2 в стандарті високої чіткості (HD 1080i).
- 4 вересня 2024 року телеканал Сонце+ почав технічне мовлення в MX-7.
- 30 жовтня 2024 року телеканал Сонце+ призупинив мовлення в MX-7.
- 31 жовтня 2024 року телеканал Квартал TV розпочав мовлення в MX-7.
- 1 листопада 2024 року телеканал Світ+ розпочав мовлення в MX-7.
- 12 квітня 2025 року телеканал Світло в MX-7 перейшов на мовлення в стандартній чіткості (SD 576i).

## Локальні цифрові мультиплекси
| ТВК                | Назва              | Місто                    | Формат мовлення     | Область                   | Стандарт |
| ------------------ | ------------------ | ------------------------ | ------------------- | ------------------------- | -------- |
| 48                 | Аверс              | Камінь-Каширський        | HD 720p             | Волинська область         | DVB-T2   |
| 48                 | Конкурент TV       | Любомль                  | HD 720p             | Волинська область         | DVB-T2   |
| 47                 |                    | Любомль                  | HD 720p             | Волинська область         | DVB-T2   |
| Аверс              | Цумань             |                          | HD 720p             | Волинська область         | DVB-T2   |
| Конкурент TV       | Топільне           |                          | HD 720p             | Волинська область         | DVB-T2   |
| D1                 | Дніпро             | Дніпропетровська область | HD 720p             | DVB-T2                    |          |
| 41 канал / 5 канал | Дніпро             | Дніпропетровська область | SD 576i             | DVB-T2                    |          |
| 35                 | Суспільне Культура | Дніпропетровська область | SD 576i             | DVB-T2                    | Межова   |
| 35                 | Суспільне Донбас   | Дніпропетровська область | SD 576i             | DVB-T2                    | Межова   |
| 35                 | Перший             | Дніпропетровська область | SD 576i             | DVB-T2                    | Межова   |
| 35                 | ICTV               | Дніпропетровська область | SD 576i             | DVB-T2                    | Межова   |
| 35                 | СТБ                | Дніпропетровська область | SD 576i             | DVB-T2                    | Межова   |
| 21                 |                    | Дніпропетровська область |                     | DVB-T2                    |          |
| D1                 | Нікополь           | Дніпропетровська область | HD 720p             | DVB-T2                    |          |
| УНІАН. Нікополь    | Нікополь           | Дніпропетровська область | SD 576i             | DVB-T2                    |          |
| D1                 | Покров             | Дніпропетровська область | HD 720p             | DVB-T2                    |          |
| УНІАН. Нікополь    | Покров             | Дніпропетровська область | SD 576i             | DVB-T2                    |          |
| 44                 | D1                 | Дніпропетровська область | Жовті Води          | DVB-T2                    | HD 720p  |
| 47                 | Союз ТВ            | Житомир                  | Житомирська область | DVB-T2                    | HD 720p  |
| 47                 | Аверс              | Житомир                  | Житомирська область | DVB-T2                    | HD 720p  |
| 44                 | МТМ                | Запоріжжя                | SD 576i             | Запорізька область        | DVB-T2   |
| 44                 | НБМ-Запоріжжя      | Запоріжжя                | SD 576i             | Запорізька область        | DVB-T2   |
| 44                 | НТК (HD)           | Коломия                  | HD 1080i            | Івано-Франківська область | DVB-T2   |
| 44                 | 3-Студія           | Коломия                  | SD 576i             | Івано-Франківська область | DVB-T2   |
| 44                 | Вежа               | Коломия                  | HD 720p             | Івано-Франківська область | DVB-T2   |
| 44                 | Галичина TV        | Стримба                  | HD 720p             | Івано-Франківська область | DVB-T2   |
| 44                 | 3-Студія           | Стримба                  | SD 576i             | Івано-Франківська область | DVB-T2   |
| 44                 | Надвірна           | Стримба                  | SD 576i             | Івано-Франківська область | DVB-T2   |
| 43                 |                    |                          |                     | Івано-Франківська область | DVB-T2   |
| Галичина TV        | Калуш              | HD 720p                  |                     | Івано-Франківська область | DVB-T2   |
| 3-Студія           | Калуш              | SD 576i                  |                     | Івано-Франківська область | DVB-T2   |
| РАІ                | Калуш              | HD 1080i                 |                     | Івано-Франківська область | DVB-T2   |
| 30                 | Калуш              |                          |                     | Івано-Франківська область | DVB-T2   |
| 3-Студія           | Івано-Франківськ   | SD 576i                  |                     | Івано-Франківська область | DVB-T2   |
| Вежа               | Івано-Франківськ   | HD 720p                  |                     | Івано-Франківська область | DVB-T2   |
| Канал-402          | Івано-Франківськ   | HD 720p                  |                     | Івано-Франківська область | DVB-T2   |
| 43                 | Еспресо Київ       | Київ                     | SD 576i             | Київська область          | DVB-T    |
| 43                 | Milady Television  | Київ                     | SD 576i             | Київська область          | DVB-T    |
| 43                 | ECO TV             | Київ                     | SD 576i             | Київська область          | DVB-T    |
| 43                 | 8 канал            | Київ                     | SD 576i             | Київська область          | DVB-T    |
| 43                 | tvii.tv            | Київ                     | SD 576i             | Київська область          | DVB-T    |
| 43                 | Чорноморська ТРК   | Київ                     | SD 576i             | Київська область          | DVB-T    |
| 43                 | Апостроф TV        | Київ                     | HD 1080i            | Київська область          | DVB-T    |
| 43                 | НТА                | Київ                     | HD 1080i            | Київська область          | DVB-T    |
| 44                 | Авіс               | Макарів                  | HD 720p             | Київська область          | DVB-T    |
| 37                 | НТА                | Львів                    | HD 1080i            | Львівська область         | DVB-T2   |
| 37                 | Телефакт           | Львів                    | SD 576i             | Львівська область         | DVB-T2   |
| 37                 | Аверс              | Львів                    | SD 576i             | Львівська область         | DVB-T2   |
| 48                 | Одеса              | Одеса                    | HD 720p             | Одеська область           | DVB-T2   |
| 43                 | Місто+             | Карлівка                 | SD 576i             | Полтавська область        | DVB-T2   |
| 43                 | PTV                | Карлівка                 | SD 576i             | Полтавська область        | DVB-T2   |
| 47                 | PTV                | Кременчук                | SD 576i             | Полтавська область        | DVB-T2   |
| 47                 | Місто+             | Кременчук                | SD 576i             | Полтавська область        | DVB-T2   |
| 47                 | ГОК                | Кременчук                | SD 576i             | Полтавська область        | DVB-T2   |
| 41                 | Аверс              | Дубно                    | HD 720p             | Рівненська область        | DVB-T2   |
| 41                 | Рівне 1            | Дубно                    | HD 720p             | Рівненська область        | DVB-T2   |
| 41                 | ITV                | Дубно                    | HD 1080i            | Рівненська область        | DVB-T2   |
| 41                 | Сфера ТВ           | Дубно                    | SD 576i             | Рівненська область        | DVB-T2   |
| 48                 | Пульсар            | Охтирка                  | SD 576i             | Сумська область           | DVB-T2   |
| 44                 | Тернопіль 1        | Тернопіль                | SD 576i             | Тернопільська область     | DVB-T2   |
| 41                 | TV-4               | Шумськ                   | SD 576i             | Тернопільська область     | DVB-T2   |
| 41                 | Тернопіль 1        | Шумськ                   | SD 576i             | Тернопільська область     | DVB-T2   |
| 29                 | Кременець          |                          | SD 576i             | Тернопільська область     | DVB-T2   |
| 35                 | Теребовля          |                          | SD 576i             | Тернопільська область     | DVB-T2   |
| 43                 | Чортків            |                          | SD 576i             | Тернопільська область     | DVB-T2   |
| 47                 | МТРК Місто         | Хмельницький             | SD 576i             | Хмельницька область       | DVB-T2   |
| 47                 | Перший Подільський | Хмельницький             | SD 576i             | Хмельницька область       | DVB-T2   |
| 40                 | Ексклюзив          | Шепетівка                | SD 576i             | Хмельницька область       | DVB-T2   |
| 40                 | Перший Подільський | Шепетівка                | SD 576i             | Хмельницька область       | DVB-T2   |
| 40                 | TV7+               | Шепетівка                | SD 576i             | Хмельницька область       | DVB-T2   |
| 48                 | МТРК Місто         | Волочиськ                | SD 576i             | Хмельницька область       | DVB-T2   |
| 48                 | Ексклюзив          | Волочиськ                | SD 576i             | Хмельницька область       | DVB-T2   |
| 48                 | TV7+               | Волочиськ                | SD 576i             | Хмельницька область       | DVB-T2   |
| 48                 | МТРК Місто         | Городок                  | SD 576i             | Хмельницька область       | DVB-T2   |
| 48                 | Ексклюзив          | Городок                  | SD 576i             | Хмельницька область       | DVB-T2   |
| 48                 | 4ГТБ               | Городок                  | SD 576i             | Хмельницька область       | DVB-T2   |
| 47                 | Перший Подільський | Кульчіївці               | SD 576i             | Хмельницька область       | DVB-T2   |
| 47                 | Ексклюзив          | Кульчіївці               | SD 576i             | Хмельницька область       | DVB-T2   |
| 47                 | КтркП              | Кульчіївці               | SD 576i             | Хмельницька область       | DVB-T2   |
| 47                 | Ексклюзив          | Полонне                  | SD 576i             | Хмельницька область       | DVB-T2   |
| 43                 | Ексклюзив          | Крупець                  | SD 576i             | Хмельницька область       | DVB-T2   |
| 43                 | TV7+               | Крупець                  | SD 576i             | Хмельницька область       | DVB-T2   |
| 43                 | Перший Подільський | Крупець                  | SD 576i             | Хмельницька область       | DVB-T2   |
| 53                 | А/ТВК              | Харків                   | SD 576i             | Харківська область        | DVB-T2   |
| 53                 | Р1                 | Харків                   | SD 576i             | Харківська область        | DVB-T2   |
| 25                 | TVA                | Чернівці                 | HD 720p             | Чернівецька область       | DVB-T2   |

## Стандарт цифрового мовлення
Мовлення загальнонаціональних мультиплексів МХ-1, МХ-2, МХ-3, МХ-5 та МХ-7 здійснюється компанією «Зеонбуд» на хвилях дециметрового діапазону 470—862 МГц. Сигнал у форматі DVB-T2 передається з модуляцією 64 QAM, корекцією помилок передачі даних FEC 3/4 та захисним інтервалом 19/256. До 2021 року використовувалась модуляція 256 QAM з FEC 3/5 та захисним інтервалом 1/16. Зміна модуляції дещо збільшила покриття.
Зеонбуд передає відеосигнал у стандарті MPEG-4 (H.264) та аудіосигнал у стандарті MPEG-1. Більшість каналів транслюються зі стандартною роздільною здатністю (SDTV), деякі з високою роздільною здатністю (HDTV) у форматах 720p та 1080i. Співвідношення сторін зображення усіх загальнонаціональних каналів 16:9.
Передача сигналу в форматі DVB-T2/HEVC (H.265), що набирає популярності в Європі, в Україні не заплановано. В Європі перехід на сучасніший формат пов'язаний серед іншого з необхідністю вивільнення від DVB-T частотної смуги вище 700 МГц для 5G мереж. В Україні також заплановано вивільнення смуг радіочастот у діапазонах 694 – 790 МГц, 790 – 862 МГц, які займає телебачення, для впровадження радіотехнології LTE. Схвалений План передбачає вивільнення цих частот компаніями та налаштування обладнання на нижчі діапазони компаніями "Зеонбуд" та ТРК "Етер". Вивільнення цих частот не завадить роботі телебачення, адже воно буде працювати у нижчих діапазонах.
Мовлення загальнонаціонального державного мультиплексу МХ-7 здійснюється державним Концерном РРТ на хвилях метрового діапазону 174—230 МГц. Мультиплекс MX-7 почав роботу у тестовому режимі 1 червня 2023 року. В комерційну експлуатацію був введений у лютому 2024 року.
Технічні параметри мовлення:
7 МГц смуга, 64QAM модуляція, 3/4 LDPC 64K корекція, FFT 32K, 1/8 захисний інтервал, 24 Мбіт/с швидкість.

## Передавачі тамультиплекси
Покриття всієї території України сигналом наземного телебачення стандарту DVB-T2 забезпечують 166 передавачів різної потужності, що розташовані в усіх регіонах. До мережі цифрового ефірного телебачення України входять, але наразі не експлуатуються (позначені *) передавачі в Криму, ОРДЛО та відключені російськими військами на тимчасово окупованих частинах територій Херсонської та Запорізької області.

### АР Крим*
| Населений пункт  | Адреса                                      | Середній радіус покриття, км | МХ1 | MX2 | MX3 | MX5 |
| ---------------- | ------------------------------------------- | ---------------------------- | --- | --- | --- | --- |
| Алупка           | вул. Леніна, 64                             | 25                           | 44  | 43  | 21  | 30  |
| Алушта           | вул. Сергієва-Ценського, 13                 | 20                           | 59  | 30  | 32  | 56  |
| Білогірськ       | вул. Ніжнєгорська, 33 А                     | 20                           | 36  | 37  | 48  | 51  |
| Чапаєвка         | Совєтський р-н, вул. 40 річчя Перемоги , 19 | 50                           | 52  | 47  | 48  | 49  |
| Джанкой          | вул. Крайня, 20                             | 30                           | 24  | 38  | 30  | 28  |
| Євпаторія        | Роздольненське шосе, 17                     | 30                           | 35  | 23  | 32  | 29  |
| Феодосія         | Сімферопольське шосе, 45 А                  | 25                           | 27  | 26  | 30  | 36  |
| Севастополь      | мис Сарич (смт. Форос)                      | 30                           | 44  | 43  | 21  | 49  |
| Аннівка          | Білогірський р-н, с. Аннівка, РРС           | 35                           | 32  | 41  | 48  | 22  |
| Керч             | вул. Орджонікідзе, 144                      | 55                           | 41  | 60  | 43  | 24  |
| Кіровське        | Чорноморський р-н, вул. Квіткова, 2, РТС    | 40                           | 24  | 21  | 40  | 44  |
| Красноперекопськ | вул. Таврійська, 105                        | 50                           | 24  | 31  | 43  | 53  |
| Партеніт         | вул. Партенітська, 16а                      | 25                           | 27  | 26  | 37  | 48  |
| Севастополь      | пр-т. Перемоги, 96                          | 50                           | 52  | 47  | 40  | 30  |
| Заводське        | Ленінський р-н, вул. Нахімова, 12           | 30                           | 27  | 26  | 30  | 32  |
| Судак            | Східне шосе, 33                             | 25                           | 61  | 49  | 32  | 60  |
| Сімферополь      | вул. Студентська, 14                        | 50                           | 36  | 37  | 58  | 51  |
| Ялта             | Южнобережне шосе, 55                        | 25                           | 35  | 26  | 37  | 48  |

### Вінницька область
| Населений пункт     | Адреса                                         | Середній радіус покриття, км | МХ1                                 | MX2                                 | MX3                                 | MX5                                 | MX7                                  |
| ------------------- | ---------------------------------------------- | ---------------------------- | ----------------------------------- | ----------------------------------- | ----------------------------------- | ----------------------------------- | ------------------------------------ |
| Баланівка           |                                                |                              | Відсутні в даному населеному пункті | Відсутні в даному населеному пункті | Відсутні в даному населеному пункті | Відсутні в даному населеному пункті | 9                                    |
| Вінниця             | вул. Максимовича, 23                           | 80                           | 39                                  | 32                                  | 31                                  | 49                                  | 8                                    |
| Володимирка         | Жмеринський р-н, с. Володимирка (Укртелеком)   | 45                           | 27                                  | 53                                  | 64                                  | 51                                  | Відсутній в даному населеному пункті |
| Могилів-Подільський | вул. Озаринецька, 41-А                         | 65                           | Відсутні в даному населеному пункті | Відсутні в даному населеному пункті | Відсутні в даному населеному пункті | Відсутні в даному населеному пункті | 7                                    |
| Ободівка            | Гайсинський р-н, вул. Соснова, 38              | 65                           | 35                                  | 53                                  | 54                                  | 51                                  | Відсутній в даному населеному пункті |
| Піщанка             | вул. Центральна, 66/2                          | 80                           | Відсутні в даному населеному пункті | Відсутні в даному населеному пункті | Відсутні в даному населеному пункті | Відсутні в даному населеному пункті | 9                                    |
| Погребище           | вул. Коцюбинського, 23                         | 25                           | 36                                  | 32                                  | 29                                  | 34                                  | Відсутній в даному населеному пункті |
| Тульчин             | вул. Миколи Леонтовича, 175                    | 65                           | Відсутні в даному населеному пункті | Відсутні в даному населеному пункті | Відсутні в даному населеному пункті | Відсутні в даному населеному пункті | 9                                    |
| Ямпіль              | вул. Черняхівського, 2, щогла ПАТ «Укртелеком» | 30                           | 38                                  | 34                                  | 64                                  | 51                                  | 9                                    |

### Волинська область
| Населений пункт   | Адреса                                       | Середній радіус покриття, км | МХ1                                 | MX2                                 | MX3                                 | MX5                                 | MX7                                  |
| ----------------- | -------------------------------------------- | ---------------------------- | ----------------------------------- | ----------------------------------- | ----------------------------------- | ----------------------------------- | ------------------------------------ |
| Горохів           | вул. Ігоря Сливки, 30а                       | 35                           | 58                                  | 57                                  | 40                                  | 52 29 (план)                        | 7                                    |
| Камінь-Каширський | вул. Магдебурзького права. 3                 | 35                           | Відсутні в даному населеному пункті | Відсутні в даному населеному пункті | Відсутні в даному населеному пункті | Відсутні в даному населеному пункті | 8                                    |
| Ковель            | вул. Варшавська, 5                           | 70                           | 44 22 (план)                        | 27                                  | 59                                  | 52 44 (план)                        | 8                                    |
| Любешів           | вул. Лісова, 3                               | 30                           | 25 22 (план)                        | 62                                  | 49                                  | 55 25 (план)                        | 9                                    |
| Нововолинськ      | вул. Митрополита Шептицького, 6              | 25                           | 26                                  | 31                                  | 48                                  | 63                                  | Відсутній в даному населеному пункті |
| Підгайці          | Луцький р-н, вул. Дубнівська, 67 (РТС Луцьк) | 40                           | 43                                  | 57                                  | 28                                  | 26                                  | 7                                    |
| Цумань            | вул. Філатова, 8                             | 35                           | Відсутні в даному населеному пункті | Відсутні в даному населеному пункті | Відсутні в даному населеному пункті | Відсутні в даному населеному пункті | 12                                   |
| Шацьк             | вул. Героїв України, 1б                      | 30                           | 22                                  | 31                                  | 41                                  | 28                                  | 8                                    |
| Кортеліси         | шосе Дольськ-Кортеліси, вежа КРРТ            |                              | 22                                  | Відсутні в даному населеному пункті | Відсутні в даному населеному пункті | Відсутні в даному населеному пункті | Відсутні в даному населеному пункті  |

### Дніпропетровська область
| Населений пункт | Адреса                                                        | Середній радіус покриття, км | МХ1 | MX2 | MX3 | MX5 | MX7                                  |
| --------------- | ------------------------------------------------------------- | ---------------------------- | --- | --- | --- | --- | ------------------------------------ |
| Вільногірськ    | вул. Центральна, 38 А                                         | 30                           | 36  | 30  | 31  | 33  | Відсутній в даному населеному пункті |
| Дніпро          | вул. Телевізійна, 3                                           | 65                           | 26  | 35  | 25  | 40  | 8                                    |
| Дмухайлівка     | Новомосковський р-н                                           | 25                           | 50  | 38  | 52  | 33  | Відсутній в даному населеному пункті |
| Жовті Води      | площа Миру, 5                                                 | 30                           | 48  | 21  | 47  | 49  | Відсутній в даному населеному пункті |
| Кривий Ріг      | вул. Телевізійна, 8а                                          | 65                           | 41  | 51  | 54  | 38  | 6                                    |
| Миколаївка      | Синельниківський р-н, Першотравнева, 1Р, (РТС Першотравенськ) | 35                           | 49  | 33  | 25  | 40  | 5                                    |
| Могилів         | Дніпровський р-н                                              | 25                           | 39  | 42  | 23  | 32  | Відсутній в даному населеному пункті |
| Нікополь        | вул. Патріотів України, 113а                                  | 35                           | 29  | 34  | 42  | 40  | 5                                    |
| Орли            | Синельниківський р-н, РТПЦ                                    | 35                           | 37  | 21  | 36  | 31  | 7                                    |
| Павлоград       | вул. Харківська, 17а                                          | 25                           | 28  | 22  | 48  | 61  | 5                                    |
| Перещепине      | Новомосковський р-н, вул. Шевченка, 126 Б                     | 30                           | 28  | 38  | 23  | 32  | Відсутній в даному населеному пункті |
| Покров          | вул. Героїв України, 11а                                      | 30                           | 30  | 44  | 42  | 47  | 7                                    |

### Донецька область
| Населений пункт | Адреса                                              | Середній радіус покриття, км | МХ1                                 | MX2                                 | MX3                                 | MX5                                 | MX7                                  |
| --------------- | --------------------------------------------------- | ---------------------------- | ----------------------------------- | ----------------------------------- | ----------------------------------- | ----------------------------------- | ------------------------------------ |
| Бахмут          | вул. Григорія Сковороди, 54                         | 25                           | 50                                  | 42                                  | 35                                  | 52                                  | Відсутній в даному населеному пункті |
| Гірник          | вул. Териконна, 1-А, щогла ТОВ «Телемережі України» |                              | Відсутні в даному населеному пункті | Відсутні в даному населеному пункті | Відсутні в даному населеному пункті | Відсутні в даному населеному пункті | 6                                    |
| Донецьк         | вул. Піхотна, 4а                                    | 110                          | 56                                  | 58                                  | 51                                  | 29                                  |                                      |
| Краматорськ     | вул. Лівобережна, 699-а (РТС Андріївка)             | 60                           | 21                                  | 42                                  | 33                                  | 38                                  | 8                                    |
| Костянтинівка   | вул. Демещенка, 116                                 | 25                           | 50                                  | 42                                  | 35                                  | 47                                  | Відсутній в даному населеному пункті |
| Маріуполь       | вул. Кленова Балка, 3                               | 60                           | 39                                  | 42                                  | 34                                  | 24                                  | 5                                    |
| Покровськ       | вул. Захисників України, 1                          | 30                           | 43                                  | 48                                  | 36                                  | 63                                  | 8                                    |
| Чистякове       | вул. Чернишевського, 15                             | 35                           | 53                                  | 27                                  | 33                                  | 52                                  |                                      |

### Житомирська область
| Населений пункт | Адреса                                   | Середній радіус покриття, км | МХ1 | MX2 | MX3 | MX5 | MX7                                  |
| --------------- | ---------------------------------------- | ---------------------------- | --- | --- | --- | --- | ------------------------------------ |
| Андріївка       | Житомирський р-н, вишка КРРТ             | 65                           | 50  | 40  | 43  | 42  | 5                                    |
| Бердичів        | вул. Житомирська, 78                     | 45                           | 27  | 35  | 25  | 23  | 5                                    |
| Брусилів        | вул. Захисників України, 171             | 25                           | 33  | 34  | 39  | 38  | Відсутній в даному населеному пункті |
| Дубовий Гай     | Коростенський р-н (РТПС Овруч)           | 55                           | 50  | 52  | 53  | 34  | 9                                    |
| Звягель         | вул. Івана Мамайчука, 14                 | 30                           | 32  | 21  | 31  | 35  | 7                                    |
| Кожухівка       | Коростенський р-н, вежа ТОВ «Lifecell»   | 30                           | 32  | 40  | 36  | 26  | Відсутній в даному населеному пункті |
| Котлярка        | Попільнянський р-н, вишка ТОВ «Астеліт»  | 35                           | 21  | 28  | 22  | 23  | Відсутній в даному населеному пункті |
| Олевськ         | вул. Святомиколаївська, 146              | 60                           | 51  | 52  | 53  | 43  | 8                                    |
| Юрівка          | Коростенський р-н, вишка ПрАТ «Київстар» | 30                           | 33  | 27  | 22  | 37  | Відсутній в даному населеному пункті |

### Закарпатська область
| Населений пункт  | Адреса                                           | Середній радіус покриття, км | МХ1                                 | MX2                                 | MX3                                 | MX5                                 | MX7                                  |
| ---------------- | ------------------------------------------------ | ---------------------------- | ----------------------------------- | ----------------------------------- | ----------------------------------- | ----------------------------------- | ------------------------------------ |
| Великий Березний | г. Явірник, щогла КРРТ                           | 20                           | 39                                  | 53                                  | 56                                  | 55                                  | Відсутній в даному населеному пункті |
| Верхній Коропець | ур. Павлова гора                                 | 40                           | Відсутні в даному населеному пункті | Відсутні в даному населеному пункті | Відсутні в даному населеному пункті | Відсутні в даному населеному пункті | 9                                    |
| Добрянське       | гора Кічера, РТС «Добрянське»                    | 25                           | Відсутні в даному населеному пункті | Відсутні в даному населеному пункті | Відсутні в даному населеному пункті | Відсутні в даному населеному пункті | 6                                    |
| Дубове           | урочище Делуц                                    | 29                           | 22                                  | Відсутні в даному населеному пункті | Відсутні в даному населеному пункті | Відсутні в даному населеному пункті | 6                                    |
| Мукачево         | гора Павлова, РТС Мукачево                       | 20                           | 39                                  | 53                                  | 56                                  | 55                                  | Відсутній в даному населеному пункті |
| Нижні Ворота     | Мукачівський р-н, вежа КРРТ                      | 25                           | Відсутні в даному населеному пункті | Відсутні в даному населеному пункті | Відсутні в даному населеному пункті | Відсутні в даному населеному пункті | 9                                    |
| Перечин          | гора Плішка, вул. Партизанська, 50               | 25                           | 39                                  | Відсутні в даному населеному пункті | Відсутні в даному населеному пункті | Відсутні в даному населеному пункті | 9                                    |
| Рахів            | гора Терентин, вишка КРРТ                        | 30                           | 55                                  | 33                                  | 60                                  | 61                                  | 6                                    |
| Руський Мочар    | гора Яворник                                     | 25                           | 39                                  | Відсутні в даному населеному пункті | Відсутні в даному населеному пункті | Відсутні в даному населеному пункті | 9                                    |
| Свалява          | г. Кічера, вишка РТС                             | 25                           | 39                                  | 53                                  | 44                                  | 40                                  | 9                                    |
| Сойми            | гора Торшул                                      | 40                           | 39                                  | Відсутні в даному населеному пункті | Відсутні в даному населеному пункті | Відсутні в даному населеному пункті | 6                                    |
| Ужгород          | вул. Кримська, 24 А, вишка КРРТ                  | 25                           | 39                                  | 53                                  | 56                                  | 36                                  | Відсутній в даному населеному пункті |
| Хуст             | (с. Рокосово, г. Товста) вишка КРРТ              | 60                           | 39                                  | 53                                  | 56                                  | 61                                  | 9                                    |
| Ярок             | гора Токарня                                     | 30                           | Відсутні в даному населеному пункті | Відсутні в даному населеному пункті | Відсутні в даному населеному пункті | Відсутні в даному населеному пункті | 9                                    |
| Калини           | гора Погар, щогла КРРТ                           |                              | 22                                  | Відсутні в даному населеному пункті | Відсутні в даному населеному пункті | Відсутні в даному населеному пункті | Відсутні в даному населеному пункті  |
| Глибокий Потік   | вул. Прихозел, вежа ТОВ «Закарпатенергокомплект» |                              | 22                                  | Відсутні в даному населеному пункті | Відсутні в даному населеному пункті | Відсутні в даному населеному пункті | Відсутні в даному населеному пункті  |
| Великий Бичків   | гора Шеба, вежа КРРТ                             |                              | 22                                  | Відсутні в даному населеному пункті | Відсутні в даному населеному пункті | Відсутні в даному населеному пункті | Відсутні в даному населеному пункті  |
| Воловець         | гора Плай, вежа ІКРРТ                            |                              | 39                                  | Відсутні в даному населеному пункті | Відсутні в даному населеному пункті | Відсутні в даному населеному пункті | Відсутні в даному населеному пункті  |
| Довге            | гора Сова або ур. Буськовець, щогла КРРТ         |                              | 39                                  | Відсутні в даному населеному пункті | Відсутні в даному населеному пункті | Відсутні в даному населеному пункті | Відсутні в даному населеному пункті  |

### Запорізька область
| Населений пункт | Адреса                               | Середній радіус покриття, км | МХ1                  | MX2                  | MX3                  | MX5                  | MX7                                  |
| --------------- | ------------------------------------ | ---------------------------- | -------------------- | -------------------- | -------------------- | -------------------- | ------------------------------------ |
| Бердянськ       | вул. Руденка, 4-а                    | 35                           | 30                   | 35                   | 34                   | 43                   | 8                                    |
| Кам'янка        | вул. Центральна, 1В (РТС Комиш-Зоря) | 65                           | 33                   | 32                   | 36                   | 53                   | Відсутній в даному населеному пункті |
| Мелітополь      | пр-т. Б.Хмельницького, 88/4          | 70                           | 33                   | 26                   | 28                   | 50                   | 6                                    |
| Оріхів          | вул. Степова, 25                     | 35                           | 41                   | 35                   | 39                   | 42                   | Відсутній в даному населеному пункті |
| Запоріжжя       | вул. Дмитра Апухтіна, 24-А           | 55                           | 43                   | 31                   | 49                   | 57                   | 10                                   |
| Новомиколаївка  | вул. Молодіжна, 1-а                  | 25                           | Перенесено з Оріхова | Перенесено з Оріхова | Перенесено з Оріхова | Перенесено з Оріхова | 10                                   |

### Івано-Франківська область
| Населений пункт  | Адреса                                           | Середній радіус покриття, км | МХ1                                 | MX2                                 | MX3                                 | MX5                                 | MX7                                  |
| ---------------- | ------------------------------------------------ | ---------------------------- | ----------------------------------- | ----------------------------------- | ----------------------------------- | ----------------------------------- | ------------------------------------ |
| Дебеславці       | Коломийський р-н                                 | 20                           | 27                                  | 51                                  | 30                                  | 39                                  | Відсутній в даному населеному пункті |
| Мала Тур'я       | Калуський р-н, вул. Полуванки, 100, (PTC Долина) | 30                           | 35                                  | 57                                  | 31                                  | 24                                  | 7                                    |
| Івано-Франківськ | вул. Чорновола, 19                               | 55                           | 42                                  | 41                                  | 31                                  | 58                                  | 5                                    |
| Микуличин        | Яремчанська міська рада, г. Рокита Велика        | 20                           | 35                                  | 49                                  | 31                                  | 39                                  | Відсутній в даному населеному пункті |
| Калуш            | вул. Височанка, 34-А                             | 30                           | 34                                  | Відсутні в даному населеному пункті | Відсутні в даному населеному пункті | Відсутні в даному населеному пункті | 5                                    |
| Яремче           | вул. Франка, 84                                  | 30                           | 39                                  | Відсутні в даному населеному пункті | Відсутні в даному населеному пункті | Відсутні в даному населеному пункті | 5                                    |
| Гарасимів        | вул. Шевченка, 1-Б                               | 30                           | Відсутні в даному населеному пункті | Відсутні в даному населеному пункті | Відсутні в даному населеному пункті | Відсутні в даному населеному пункті | 5                                    |
| Верховина        | гора Пушкар, вежа КРРТ                           |                              | 39                                  | Відсутні в даному населеному пункті | Відсутні в даному населеному пункті | Відсутні в даному населеному пункті | Відсутні в даному населеному пункті  |
| Річка            | вежа КРРТ                                        |                              | 39                                  | Відсутні в даному населеному пункті | Відсутні в даному населеному пункті | Відсутні в даному населеному пункті | Відсутні в даному населеному пункті  |
| Шевченкове       | вежа КРРТ                                        |                              | 34                                  | Відсутні в даному населеному пункті | Відсутні в даному населеному пункті | Відсутні в даному населеному пункті | Відсутні в даному населеному пункті  |

### Київська область
| Населений пункт | Адреса                                  | Середній радіус покриття, км | МХ1                                 | MX2                                 | MX3                                 | MX5                                 | MX7                                  |
| --------------- | --------------------------------------- | ---------------------------- | ----------------------------------- | ----------------------------------- | ----------------------------------- | ----------------------------------- | ------------------------------------ |
| Березань        | вул. Шевченків шлях, 37                 | 30                           | 33                                  | 27                                  | 21                                  | 36                                  | Відсутній в даному населеному пункті |
| Біла Церква     | вул. Таращанська, 196                   | 30                           | 56                                  | 58                                  | 57                                  | 59                                  | Відсутній в даному населеному пункті |
| Дибинці         | Обухівський р-н, вул. Мілкий Нерубай, 4 | 40                           | 48                                  | 30                                  | 60                                  | 53                                  | Відсутній в даному населеному пункті |
| Кагарлик        | вишка РРС ЦТЕ УРРТ                      | 35                           | 33                                  | 36                                  | 57                                  | 23                                  | 9                                    |
| Київ            | вул. Дорогожицька, 10                   | 110                          | 26                                  | 31                                  | 49                                  | 29                                  | 8                                    |
| Володарка       | вул. Миру, 221а                         | 40                           | 33                                  | 53                                  | 22                                  | 50                                  | 7                                    |
| Винарівка       | вул. Лісова, 39                         | 30                           | Відсутні в даному населеному пункті | Відсутні в даному населеному пункті | Відсутні в даному населеному пункті | Відсутні в даному населеному пункті | 7                                    |
| Тетіїв          | вул. Польова, 2                         | 30                           | Відсутні в даному населеному пункті | Відсутні в даному населеному пункті | Відсутні в даному населеному пункті | Відсутні в даному населеному пункті | 7                                    |
| Калинівка       | вул. Київська, 19                       | 30                           | Відсутні в даному населеному пункті | Відсутні в даному населеному пункті | Відсутні в даному населеному пункті | Відсутні в даному населеному пункті | 8                                    |
| Рокитне         | вул. Поповича, 41                       | 30                           | Відсутні в даному населеному пункті | Відсутні в даному населеному пункті | Відсутні в даному населеному пункті | Відсутні в даному населеному пункті | 9                                    |

### Кіровоградська область
| Населений пункт  | Адреса                    | Середній радіус покриття, км | МХ1                                 | MX2                                 | MX3                                 | MX5                                 | MX7                                  |
| ---------------- | ------------------------- | ---------------------------- | ----------------------------------- | ----------------------------------- | ----------------------------------- | ----------------------------------- | ------------------------------------ |
| Кропивницький    | вул. Садова, 88           | 65                           | 49                                  | 53                                  | 22                                  | 47                                  | 8                                    |
| Новоархангельськ | вул. Слави, 153           | 40                           | 35                                  | 30                                  | 29                                  | 53                                  | 6                                    |
| Новомиргород     | вул. Соборності, 2        | 25                           | 26                                  | 32                                  | 23                                  | 25                                  | Відсутній в даному населеному пункті |
| Новоукраїнка     | вул. Піщанобрідська, 53   | 35                           | 36                                  | 61                                  | 52                                  | 57                                  | Відсутній в даному населеному пункті |
| Андріївка        | вул. Максима Бендерова, 2 | 45                           | 40                                  | 38                                  | 31                                  | 52                                  | 10                                   |
| Устинівка        | вул. Пушкіна, 43          | 35                           | 50                                  | 37                                  | 52                                  | 23                                  | Відсутній в даному населеному пункті |
| Благовіщенське   | вул. Лесі Українки, 88    | 30                           | Відсутні в даному населеному пункті | Відсутні в даному населеному пункті | Відсутні в даному населеному пункті | Відсутні в даному населеному пункті | 6                                    |
| Смоліне          | вул. Козакова, 2          | 30                           | Відсутні в даному населеному пункті | Відсутні в даному населеному пункті | Відсутні в даному населеному пункті | Відсутні в даному населеному пункті | 8                                    |

### Луганська область
| Населений пункт | Адреса                                                  | Середній радіус покриття, км | МХ1 | MX2 | MX3 | MX5 | MX7                                  |
| --------------- | ------------------------------------------------------- | ---------------------------- | --- | --- | --- | --- | ------------------------------------ |
| Біловодськ      | вежа РТС                                                | 35                           | 32  | 52  | 25  | 34  | Відсутній в даному населеному пункті |
| Чорнухине       | Сєвєродонецький р-н, вул. Леніна, 347 Б                 | 35                           | 44  | 42  | 23  | 62  |                                      |
| Луганськ        | вул. Демьохіна, 25                                      | 65                           | 32  | 60  | 40  | 34  |                                      |
| Лисичанськ      | пр-т. Перемоги, 161                                     | 30                           | 54  | 53  | 35  | 63  | 5                                    |
| Попасна         | вул. Першотравнева, 152                                 | 35                           | 41  | 42  | 23  | 36  | 8                                    |
| Ровеньки        | вул. Вигінна, 22                                        | 70                           | 32  | 55  | 40  | 22  |                                      |
| Старобільськ    | с. Підгорівка                                           | 65                           | 32  | 55  | 62  | 58  | 12                                   |
| Сосновий        | Сватівський р-н, вул. ім. Чайки В. Я., 38 (РТС Сватове) | 25                           | 32  | 37  | 25  | 47  | Відсутній в даному населеному пункті |
| Зоринівка       | Старобільський р-н, вул. Залізнодорожна, 56             | 30                           | 24  | 52  | 25  | 31  | Відсутній в даному населеному пункті |

### Львівська область
| Населений пункт | Адреса                                                | Середній радіус покриття, км | МХ1                                 | MX2                                 | MX3                                 | MX5                                 | MX7                                  |
| --------------- | ----------------------------------------------------- | ---------------------------- | ----------------------------------- | ----------------------------------- | ----------------------------------- | ----------------------------------- | ------------------------------------ |
| Броди           | вул. Зелена, 19                                       | 35                           | 21 22 (план)                        | 57                                  | 35                                  | 50 21 (план)                        | Відсутній в даному населеному пункті |
| Львів           | вул. Високий Замок, 9                                 | 50                           | 22                                  | 28                                  | 40                                  | 33                                  | 9                                    |
| Новий Розділ    | пров. Придорожній, 18                                 | 35                           | 64                                  | 47                                  | 30                                  | 42                                  | 9                                    |
| Підбуж          | Дрогобицький р-н, гора Магура, вул. Лесі Українки, 15 | 35                           | 39                                  | 36                                  | 51 44 (план)                        | 50 21 (план)                        | Відсутній в даному населеному пункті |
| Борислав        | вул. Висока, 16                                       | 40                           | Відсутні в даному населеному пункті | Відсутні в даному населеному пункті | Відсутні в даному населеному пункті | Відсутні в даному населеному пункті | 7                                    |
| Радехів         | вул. Витківська, 41                                   | 35                           | Відсутні в даному населеному пункті | Відсутні в даному населеному пункті | Відсутні в даному населеному пункті | Відсутні в даному населеному пункті | 7                                    |
| Старий Самбір   | вул. Івасюка, 2                                       | 35                           | Відсутні в даному населеному пункті | Відсутні в даному населеному пункті | Відсутні в даному населеному пункті | Відсутні в даному населеному пункті | 7                                    |
| Турка           | вул. Поляна, 110                                      | 40                           | Відсутні в даному населеному пункті | Відсутні в даному населеному пункті | Відсутні в даному населеному пункті | Відсутні в даному населеному пункті | 7                                    |
| Красне          | вул. Захисників України, 7                            | 35                           | Відсутні в даному населеному пункті | Відсутні в даному населеному пункті | Відсутні в даному населеному пункті | Відсутні в даному населеному пункті | 9                                    |

### Миколаївська область
| Населений пункт   | Адреса                    | Середній радіус покриття, км | МХ1                                 | MX2                                 | MX3                                 | MX5                                 | MX7                                  |
| ----------------- | ------------------------- | ---------------------------- | ----------------------------------- | ----------------------------------- | ----------------------------------- | ----------------------------------- | ------------------------------------ |
| Березнегувате     | вул. Спортивна, 30-А      | 30                           | 33                                  | 27                                  | 31                                  | 26                                  | Відсутній в даному населеному пункті |
| Миколаїв          | пр-т Центральний, 24-р    | 60                           | 34                                  | 58                                  | 39                                  | 48                                  | 6                                    |
| Новий Буг         | майдан Широка площа, 10-А | 30                           | 21                                  | 42                                  | 22                                  | 62                                  | Відсутній в даному населеному пункті |
| Первомайськ       | Підгороднянське шосе, 13  | 55                           | 50                                  | 28                                  | 56                                  | 59                                  | 6                                    |
| Вознесенськ       | вул. Свободи, 175         | 45                           | 49                                  | 25                                  | 51                                  | 27                                  | 10                                   |
| Добре             | вул. Шумська, 40а         | 25                           | Відсутні в даному населеному пункті | Відсутні в даному населеному пункті | Відсутні в даному населеному пункті | Відсутні в даному населеному пункті | 7                                    |
| Нова Одеса        | вул. Сапроненка, 40       | 15                           | Відсутні в даному населеному пункті | Відсутні в даному населеному пункті | Відсутні в даному населеному пункті | Відсутні в даному населеному пункті | 7                                    |
| Південноукраїнськ | вул. Європейська, 37-А    | 25                           | Відсутні в даному населеному пункті | Відсутні в даному населеному пункті | Відсутні в даному населеному пункті | Відсутні в даному населеному пункті | 10                                   |

### Одеська область
| Населений пункт   | Адреса                                                      | Середній радіус покриття, км | МХ1                                 | MX2                                 | MX3                                 | MX5                                 | MX7                                  |
| ----------------- | ----------------------------------------------------------- | ---------------------------- | ----------------------------------- | ----------------------------------- | ----------------------------------- | ----------------------------------- | ------------------------------------ |
| Вікторівка        | Березівський р-н, КБС № 1                                   | 35                           | 38                                  | 25                                  | 52                                  | 57                                  | Відсутній в даному населеному пункті |
| Ізмаїл            | вул. Телеграфна, 260а                                       | 35                           | 21                                  | 40                                  | 23                                  | 39                                  | 8                                    |
| Кам'янське        | Болградський р-н (Кам'янська телевежа)                      | 50                           | 22                                  | 40                                  | 55                                  | 27                                  | 8                                    |
| Вестерничани      | Подільський р-н, вул. Ягорлицька, 115/А (РТС Подільськ)     | 65                           | 62                                  | 43                                  | 54                                  | 40                                  | 5                                    |
| Ковбасова Поляна  | Савранська громада, Подільський р-н https://ukrtvr.org      | 35                           | 35                                  | 30                                  | 54                                  | 37                                  | 5                                    |
| Миколаївка        | Одеський р-н, КБС № 1                                       | 30                           | 25                                  | 33                                  | 55                                  | 37                                  | Відсутній в даному населеному пункті |
| Одеса             | Фонтанська дорога, 3 (Одеська телевежа)                     | 65                           | 43                                  | 32                                  | 39                                  | 23                                  | 8                                    |
| Сарата            | вул. Мельнична, 1б                                          | 35                           | 25                                  | 40                                  | 55                                  | 37                                  | 10                                   |
| Петровірівка      | Березівський р-н, вул. Верхня, 10 (Петровірівська телевежа) | 65                           | 35                                  | 41                                  | 47                                  | 33                                  | 8                                    |
| Балта             | вул. Подільська, 20, вежа РЕМ                               | 15                           | 35                                  | Відсутні в даному населеному пункті | Відсутні в даному населеному пункті | Відсутні в даному населеному пункті | 5                                    |
| Болград           | вул. Фонтанна, 119                                          | 40                           | 34                                  | Відсутні в даному населеному пункті | Відсутні в даному населеному пункті | Відсутні в даному населеному пункті | 8                                    |
| Рені              | вул. Весела 58, вежа РЕМ                                    | 20                           | 34                                  | Відсутні в даному населеному пункті | Відсутні в даному населеному пункті | Відсутні в даному населеному пункті | 8                                    |
| Велика Михайлівка | вул. 6 квітня, 1                                            | 30                           | 35                                  | Відсутні в даному населеному пункті | Відсутні в даному населеному пункті | Відсутні в даному населеному пункті | 8                                    |
| Кодима            | вул. Героїв АТО, 36-А                                       | 30                           | 35                                  | Відсутні в даному населеному пункті | Відсутні в даному населеному пункті | Відсутні в даному населеному пункті | 9                                    |
| Бессарабське      | узв. Антонова, 13                                           | 40                           | Відсутні в даному населеному пункті | Відсутні в даному населеному пункті | Відсутні в даному населеному пункті | Відсутні в даному населеному пункті | 10                                   |
| Ліски             | вул. Дунайська 42, вежа ТОВ "Лайфселл"                      |                              | 34                                  | Відсутні в даному населеному пункті | Відсутні в даному населеному пункті | Відсутні в даному населеному пункті | Відсутні в даному населеному пункті  |
| Петрівськ         | щогла КРРТ                                                  |                              | 34                                  | Відсутні в даному населеному пункті | Відсутні в даному населеному пункті | Відсутні в даному населеному пункті | Відсутні в даному населеному пункті  |

### Полтавська область
| Населений пункт | Адреса                              | Середній радіус покриття, км | МХ1                                 | MX2                                 | MX3                                 | MX5                                 | MX7                                  |
| --------------- | ----------------------------------- | ---------------------------- | ----------------------------------- | ----------------------------------- | ----------------------------------- | ----------------------------------- | ------------------------------------ |
| Гадяч           | пл. Соборна, 65а                    | 25                           | 26                                  | 39                                  | 34                                  | 31                                  | Відсутній в даному населеному пункті |
| Гребінка        | вул. Городищенська, 142             | 35                           | 41                                  | 42                                  | 23                                  | 30                                  | Відсутній в даному населеному пункті |
| Іскрівка        | Полтавський р-н, вул. Центральна, 1 | 40                           | 26                                  | 63                                  | 34                                  | 44                                  | 5                                    |
| Кобеляки        | вул. Полтавська, 29а                | 30                           | 50                                  | 38                                  | 52                                  | 30                                  | Відсутній в даному населеному пункті |
| Красногорівка   | Миргородський р-н                   | 65                           | 26                                  | 37                                  | 41                                  | 51                                  | 5                                    |
| Кременчук       | вул. Керченська, 7а                 | 60                           | 39                                  | 42                                  | 43                                  | 59                                  | 10                                   |
| Лохвиця         | вул. Героїв України, 104а           | 30                           | 50                                  | 42                                  | 41                                  | 49                                  | 6                                    |
| Лубни           | вул. Грушевського, 27               | 35                           | 52                                  | 24                                  | 40                                  | 29                                  | 6                                    |
| Переліски       | Полтавський р-н                     | 30                           | 52                                  | 29                                  | 48                                  | 40                                  | Відсутній в даному населеному пункті |
| Полтава         | пр-т Віталія Грицаєнка, 26а         | 40                           | 31                                  | 38                                  | 49                                  | 25                                  | 5                                    |
| Карлівка        | вул. Успенська, 8-Б                 | 25                           | Відсутні в даному населеному пункті | Відсутні в даному населеному пункті | Відсутні в даному населеному пункті | Відсутні в даному населеному пункті | 6                                    |

### Рівненська область
| Населений пункт | Адреса                             | Середній радіус покриття, км | МХ1                                 | MX2                                 | MX3                                 | MX5                                 | MX7 |
| --------------- | ---------------------------------- | ---------------------------- | ----------------------------------- | ----------------------------------- | ----------------------------------- | ----------------------------------- | --- |
| Антопіль        | Рівненський р-н, вул. Київська, 12 | 65                           | 38                                  | 42                                  | 40                                  | 33                                  | 12  |
| Дубровиця       | вул. Залізнична, 7-і               | 35                           | 54                                  | 43                                  | 55                                  | 47                                  | 8   |
| Вараш           | вул. Хомецька, 1                   | 40                           | 25 22 (план)                        | 22 25 (план)                        | 49                                  | 41                                  | 9   |
| Копань          | Дубенський р-н, вежа КРРТ          | 30                           | Відсутні в даному населеному пункті | Відсутні в даному населеному пункті | Відсутні в даному населеному пункті | Відсутні в даному населеному пункті | 7   |
| Кургани         | вул. Кузнецова, 81                 | 25                           | Відсутні в даному населеному пункті | Відсутні в даному населеному пункті | Відсутні в даному населеному пункті | Відсутні в даному населеному пункті | 8   |
| Зарічне         | вул. Партизанська, 3               | 25                           | Відсутні в даному населеному пункті | Відсутні в даному населеному пункті | Відсутні в даному населеному пункті | Відсутні в даному населеному пункті | 9   |

### Сумська область
| Населений пункт     | Адреса                         | Середній радіус покриття, км | МХ1                                 | MX2                                 | MX3                                 | MX5                                 | MX7                                  |
| ------------------- | ------------------------------ | ---------------------------- | ----------------------------------- | ----------------------------------- | ----------------------------------- | ----------------------------------- | ------------------------------------ |
| Білопілля           | вул. Сумська, 15               | 60                           | 55                                  | 42                                  | 51                                  | 33                                  | 5                                    |
| Овлаші              | Роменський р-н                 | 30                           | 36                                  | 42                                  | 21                                  | 25                                  | Відсутній в даному населеному пункті |
| Шостка              | вул. Сонячна, 88               | 60                           | 24                                  | 59                                  | 58                                  | 60                                  | 8                                    |
| Суми                | вул. Григорія Давидовського, 3 | 30                           | 36                                  | 63                                  | 51                                  | 53                                  | 5                                    |
| Тростянець          | вул. Нескучанська, 50          | 60                           | 54                                  | 49                                  | 51                                  | 30                                  | 12                                   |
| Краснопілля         | Сумський р-н, вежа КРРТ        | 20                           | Відсутні в даному населеному пункті | Відсутні в даному населеному пункті | Відсутні в даному населеному пункті | Відсутні в даному населеному пункті | 5                                    |
| Хутір-Михайлівський | Шосткинський р-н, вежа КРРТ    | 20                           | Відсутні в даному населеному пункті | Відсутні в даному населеному пункті | Відсутні в даному населеному пункті | Відсутні в даному населеному пункті | 8                                    |

### Тернопільська область
| Населений пункт  | Адреса                                                   | Середній радіус покриття, км | МХ1                                 | MX2                                 | MX3                                 | MX5                                 | MX7                                  |
| ---------------- | -------------------------------------------------------- | ---------------------------- | ----------------------------------- | ----------------------------------- | ----------------------------------- | ----------------------------------- | ------------------------------------ |
| Бережани         | вул. Залісся, 7                                          | 35                           | 57                                  | 32                                  | 23                                  | 53                                  | 6                                    |
| Бучач            | Чортківський р-н, с. Підзамочок, вул. Тернопільська, 140 | 25                           | 57                                  | 59                                  | 64                                  | 47                                  | Відсутній в даному населеному пункті |
| Горішня Вигнанка | Чортківський р-н, вул. Телевізійна, 33 (РТС Чортків)     | 35                           | 27                                  | 21                                  | 42                                  | 50                                  | 8                                    |
| Кременець        | вул. Осовиця, 12                                         | 30                           | 30                                  | 32                                  | 23                                  | 43                                  | 6                                    |
| Лозова           | Тернопільський р-н, вул. Польова, 13                     | 65                           | 25                                  | 39                                  | 23                                  | 37                                  | 6                                    |
| Монастириська    | вул. Шевченка, 2-К                                       | 25                           | Відсутні в даному населеному пункті | Відсутні в даному населеному пункті | Відсутні в даному населеному пункті | Відсутні в даному населеному пункті | 5                                    |
| Шумськ           | вул. Шевченка, 14                                        | 25                           | Відсутні в даному населеному пункті | Відсутні в даному населеному пункті | Відсутні в даному населеному пункті | Відсутні в даному населеному пункті | 12                                   |

### Харківська область
| Населений пункт | Адреса                     | Середній радіус покриття, км | МХ1                                 | MX2                                 | MX3                                 | MX5                                 | MX7 |
| --------------- | -------------------------- | ---------------------------- | ----------------------------------- | ----------------------------------- | ----------------------------------- | ----------------------------------- | --- |
| Байрак          | вул. Зернова, 5            |                              | Відсутні в даному населеному пункті | Відсутні в даному населеному пункті | Відсутні в даному населеному пункті | Відсутні в даному населеному пункті | 9   |
| Богодухів       | вул. Воїнської слави, 4    |                              | Відсутні в даному населеному пункті | Відсутні в даному населеному пункті | Відсутні в даному населеному пункті | Відсутні в даному населеному пункті | 10  |
| Вільча          | Чугуївський р-н, вежа КРРТ |                              | Відсутні в даному населеному пункті | Відсутні в даному населеному пункті | Відсутні в даному населеному пункті | Відсутні в даному населеному пункті | 5   |
| Ізюм            | вул. Крута, 56             | 60                           | 26                                  | 39                                  | 25                                  | 43                                  | 9   |
| Харків          | вул. Дерев´янка, 1а        | 60                           | 31                                  | 35                                  | 48                                  | 58                                  | 10  |
| Куп'янськ       | просп. Конституції, 87     | 50                           | 53                                  | 37                                  | 57*                                 | 58*                                 | 5   |
| Лозова          | вул. Кооперативна, 53а     | 50                           | 31                                  | 55                                  | 56                                  | 59                                  | 6   |
| Кегичівка       | вул. Слобожанська, 81      | 60                           | 28                                  | 21                                  | 34                                  | 40                                  | 6   |
| Великий Бурлук  | вул. Декоративна, 4        | 35                           | 31                                  | 44                                  | 49                                  | 52                                  | 5   |
| Барвінкове      | вул. Холодноярська, 74-А   | 25                           | Відсутні в даному населеному пункті | Відсутні в даному населеному пункті | Відсутні в даному населеному пункті | Відсутні в даному населеному пункті | 9   |

### Херсонська область
| Населений пункт      | Адреса                                | Середній радіус покриття, км | МХ1                                 | MX2                                 | MX3                                 | MX5                                 | MX7 |
| -------------------- | ------------------------------------- | ---------------------------- | ----------------------------------- | ----------------------------------- | ----------------------------------- | ----------------------------------- | --- |
| Чаплинка             | вул. Грушевського, 1                  | 35                           | 27                                  | 38                                  | 37                                  | 33                                  | 8   |
| Генічеськ            | вул. Центральна, 87в                  | 30                           | 33                                  | 31                                  | 35                                  | 27                                  | 8   |
| Херсон               | вул. Перекопська, 5                   | 55                           | 34                                  | 58                                  | 39                                  | 44                                  | 6   |
| Новотроїцьке         | вул. Безродного, 116а                 | 30                           | 48                                  | 38                                  | 28                                  | 21                                  | 8   |
| Нижні Сірогози       | вул. Таврійська, 13                   | 30                           | 52                                  | 38                                  | 37                                  | 39                                  | 5   |
| Василівка            | Каховський р-н, вул. Хмельницького, 2 | 65                           | 29                                  | 41                                  | 57                                  | 36                                  | 9   |
| Велика Олександрівка | вул. Космосу, 24                      | 20                           | Відсутні в даному населеному пункті | Відсутні в даному населеному пункті | Відсутні в даному населеному пункті | Відсутні в даному населеному пункті | 9   |
| Костирка             | Бериславський р-н, вежа КРРТ (?)      |                              | Відсутні в даному населеному пункті | Відсутні в даному населеному пункті | Відсутні в даному населеному пункті | Відсутні в даному населеному пункті | 9   |

### Хмельницька область
| Населений пункт     | Адреса                                           | Середній радіус покриття, км | МХ1                                 | MX2                                 | MX3                                 | MX5                                 | MX7                                  |
| ------------------- | ------------------------------------------------ | ---------------------------- | ----------------------------------- | ----------------------------------- | ----------------------------------- | ----------------------------------- | ------------------------------------ |
| Білогір'я           | Шепетівський р-н, вежа ТОВ "Укртауер"            | 30                           | 47                                  | 48                                  | 51                                  | 34                                  | Відсутній в даному населеному пункті |
| Хмельницький        | пр-т Миру, 43                                    | 65                           | 22                                  | 29                                  | 51                                  | 50                                  | 9                                    |
| Кульчіївці          | Кам'янець-Подільський р-н, вул. Центральна, 52/1 | 65                           | 22                                  | 29                                  | 51                                  | 44                                  | 8                                    |
| Полонне             | вул. Лесі Українки, 5а                           | 45                           | 49                                  | 42                                  | 51                                  | 58                                  | 7                                    |
| Чемерівці           | вул. Свободи, 72-А                               | 30                           | Відсутні в даному населеному пункті | Відсутні в даному населеному пункті | Відсутні в даному населеному пункті | Відсутні в даному населеному пункті | 8                                    |
| Солобківці          | Хмельницький р-н                                 | 20                           | Відсутні в даному населеному пункті | Відсутні в даному населеному пункті | Відсутні в даному населеному пункті | Відсутні в даному населеному пункті | 9                                    |
| Крупець, щогла КРРТ | вул. Б. Хмельницького, 43                        | 50                           | Відсутні в даному населеному пункті | Відсутні в даному населеному пункті | Відсутні в даному населеному пункті | Відсутні в даному населеному пункті | 12                                   |

### Черкаська область
| Населений пункт        | Адреса                                   | Середній радіус покриття, км | МХ1                                 | MX2                                 | MX3                                 | MX5                                 | MX7                                  |
| ---------------------- | ---------------------------------------- | ---------------------------- | ----------------------------------- | ----------------------------------- | ----------------------------------- | ----------------------------------- | ------------------------------------ |
| Кам'янка               | вул. Героїв Майдану, 1а                  | 30                           | 31                                  | 34                                  | 35                                  | 30                                  | Відсутній в даному населеному пункті |
| Буки                   | Уманський р-н, вул. Лісова, 67           | 50                           | 62                                  | 61                                  | 29                                  | 37                                  | 7                                    |
| Черкаси                | вул. Пантелеймона Куліша, 2              | 65                           | 48                                  | 28                                  | 21                                  | 53                                  | 7                                    |
| Канів                  | вул. Київська, 27                        | 35                           | 58                                  | 28                                  | 21                                  | 38                                  | 9                                    |
| Корсунь-Шевченківський | вул. Марценюка, 1а                       | 30                           | 41                                  | 43                                  | 50                                  | 39                                  | Відсутній в даному населеному пункті |
| Сатанівка              | Уманський р-н, вул. Садова, 41           | 35                           | 40                                  | 30                                  | 29                                  | 42                                  | 7                                    |
| Полянецьке             | Уманський р-н, вул. Лісна, 3 (РТС Умань) | 35                           | 39                                  | 52                                  | 29                                  | 47                                  | 6                                    |
| Шпола                  | вул. Добродійна, 11а                     | 35                           | 48                                  | 49                                  | 50                                  | 47                                  | 5                                    |
| Орловець               | вул. Смілянська, 2-А                     | 30                           | Відсутні в даному населеному пункті | Відсутні в даному населеному пункті | Відсутні в даному населеному пункті | Відсутні в даному населеному пункті | 5                                    |
| Багачеве               | вул. Зарічна, 1                          | 30                           | Відсутні в даному населеному пункті | Відсутні в даному населеному пункті | Відсутні в даному населеному пункті | Відсутні в даному населеному пункті | 5                                    |

### Чернівецька область
| Населений пункт | Адреса             | Середній радіус покриття, км | МХ1 | MX2 | MX3 | MX5 | MX7 |
| --------------- | ------------------ | ---------------------------- | --- | --- | --- | --- | --- |
| Чернівці        | вул. Білецька, 6   | 45                           | 43  | 49  | 59  | 40  | 9   |
| Новодністровськ | квартал 27, буд. 5 | 60                           | 60  | 34  | 64  | 25  | 7   |

### Чернігівська область
| Населений пункт     | Адреса                                           | Середній радіус покриття, км | МХ1                                 | MX2                                 | MX3                                 | MX5                                 | MX7                                  |
| ------------------- | ------------------------------------------------ | ---------------------------- | ----------------------------------- | ----------------------------------- | ----------------------------------- | ----------------------------------- | ------------------------------------ |
| Тиниця              | Ніжинський р-н, вул. Бахмацька, 186 (РТС Бахмач) | 55                           | 39                                  | 49                                  | 43                                  | 51                                  | 5                                    |
| Бобровиця           | вул. Змачинського, 113                           | 35                           | 33                                  | 28                                  | 23                                  | 59                                  | Відсутній в даному населеному пункті |
| Чернігів            | вул. Реміснича, 53 Б                             | 60                           | 22                                  | 34                                  | 35                                  | 61                                  | 5                                    |
| Холми               | Корюківський р-н                                 | 65                           | 22                                  | 49                                  | 54                                  | 61                                  | 8                                    |
| Ніжин               | вул. Маріупольська, 52 А                         | 30                           | 38                                  | 40                                  | 43                                  | 36                                  | 7                                    |
| Білещина            | Прилуцький р-н, вул. Миру, 1 А (РТС Прилуки)     | 60                           | 52                                  | 27                                  | 56                                  | 42                                  | 7                                    |
| Новгород-Сіверський | вул. Покровська, 96                              | 60                           | Відсутні в даному населеному пункті | Відсутні в даному населеному пункті | Відсутні в даному населеному пункті | Відсутні в даному населеному пункті | 8                                    |
| Ріпки               | Чернігівський р-н, вежа КРРТ                     | 25                           | Відсутні в даному населеному пункті | Відсутні в даному населеному пункті | Відсутні в даному населеному пункті | Відсутні в даному населеному пункті | 5                                    |
| Полісся             | Чернігівський р-н, вежа КРРТ                     | 25                           | Відсутні в даному населеному пункті | Відсутні в даному населеному пункті | Відсутні в даному населеному пункті | Відсутні в даному населеному пункті | 5                                    |
| Семенівка           | Новгород-Сіверський р-н, вежа КРРТ               | 25                           | Відсутні в даному населеному пункті | Відсутні в даному населеному пункті | Відсутні в даному населеному пункті | Відсутні в даному населеному пункті | 8                                    |